# Mil Mi-2
Mil Mi-2 (rusky Миль Ми-2, označován někdy také jako PZL Mil Mi-2, v kódovém označení NATO Hoplite, hoplít) je lehký dvoumotorový víceúčelový užitkový vrtulník s třílistým nosným rotorem a dvoulistým tlačným vyrovnávacím rotorem. Prototyp vrtulníku Mi-2 byl vyvíjen v Sovětském svazu od počátku 60. let 20. století. Jedná se o nástupce jiného sovětského vrtulníku – stroje Mil Mi-1. Oproti svému předchůdci jsou vrtulníky Mi-2 vybaveny dvěma turbohřídelovými motory, které mají podstatně vyšší výkon než původní pístové motory. Vrtulník tak může transportovat až osm pasažérů a pilota, zatímco předchozí typ byl schopen přepravovat pouze dva cestující a pilota. Prototyp Mi-2, označovaný jako V-2, vzlétl poprvé 22. září 1961, do sériové výroby se nový model dostal v roce 1966. Do roku 1998, kdy byla výroba ukončena, vzniklo celkem 5497 kusů, a vrtulníky Mi-2 tak patří k nejúspěšnějším typům. Jedná se o jediný ruský vrtulník, který byl vyráběn výhradně mimo Sovětský svaz, konkrétně v Polsku. Během let byly vrtulníky Mi-2 nasazeny u mnoha leteckých společností a podniků i v armádních a policejních letkách. Oblíbené byly především v zemích Varšavské smlouvy, ale létaly také v řadě dalších států. Z vrtulníku Mi-2 vzešel modernější stroj PZL Kania, jenž se neprosadil a bylo vyrobeno jen několik kusů.
Vrtulníky Mi-2 byly velmi populární také v Československu, kde jich velké množství létalo od roku 1972 ve službách Leteckého oddílu Ministerstva vnitra a pozdějších policejních letek, a od roku 1981 také v rámci Československé lidové armády. Letecký oddíl získal celkem 32 nových kusů Mi-2, armáda pak 44 kusů. Po roce 1990, kdy došlo ke změně společensko-politických poměrů, se v Československu, Česku a na Slovensku objevily další vrtulníky Mi-2, především u soukromých provozovatelů. Vrtulníky Mi-2 stály u zrodu letecké záchranné služby v Československu. Mezi lety 1987–1992, kdy byla síť letecké záchranné služby vybudována, se na většině stanic objevily právě stroje Mi-2. V 90. letech se u řady vrtulníků začalo projevovat jejich stáří a postupně byly ze služeb armády a policie vyřazovány. Rovněž u soukromých subjektů docházelo k modernizaci leteckého parku, a tak všechny „dvojky“, jak se vrtulníkům přezdívá, byly nahrazeny novějšími vrtulníky. Roku 2013 v Česku provozovalo šest kusů Centrum leteckého výcviku, divize státního podniku LOM Praha, které je využívalo především k výcviku armádních pilotů.

## Vývoj

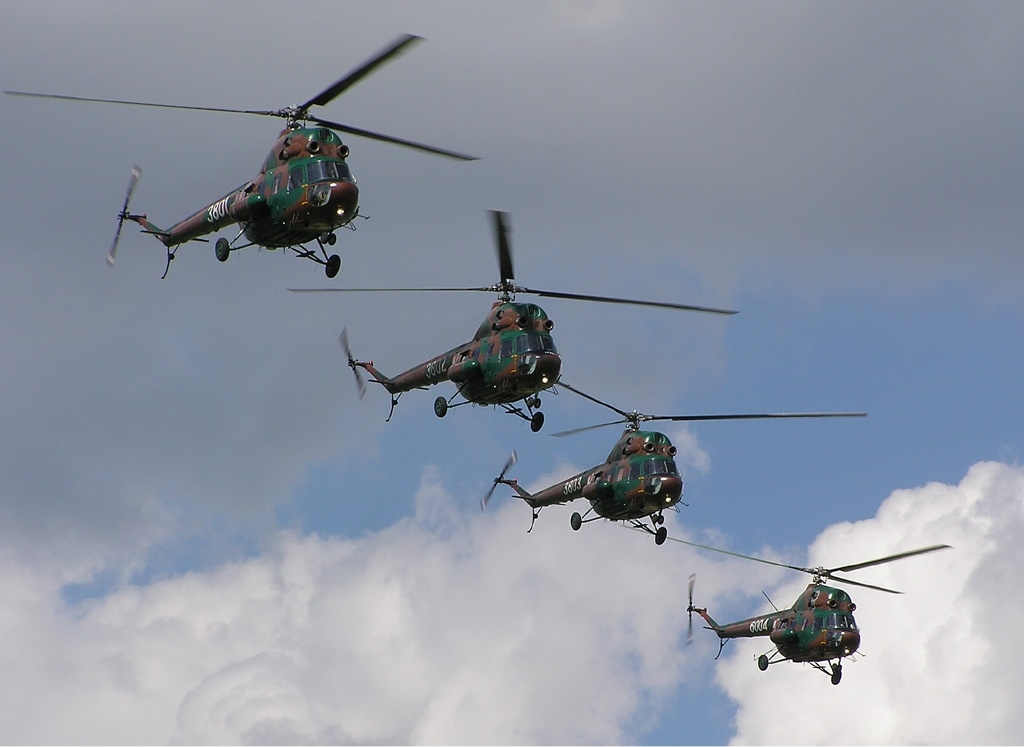
Vrtulníky Mi-2 polských vzdušných sil

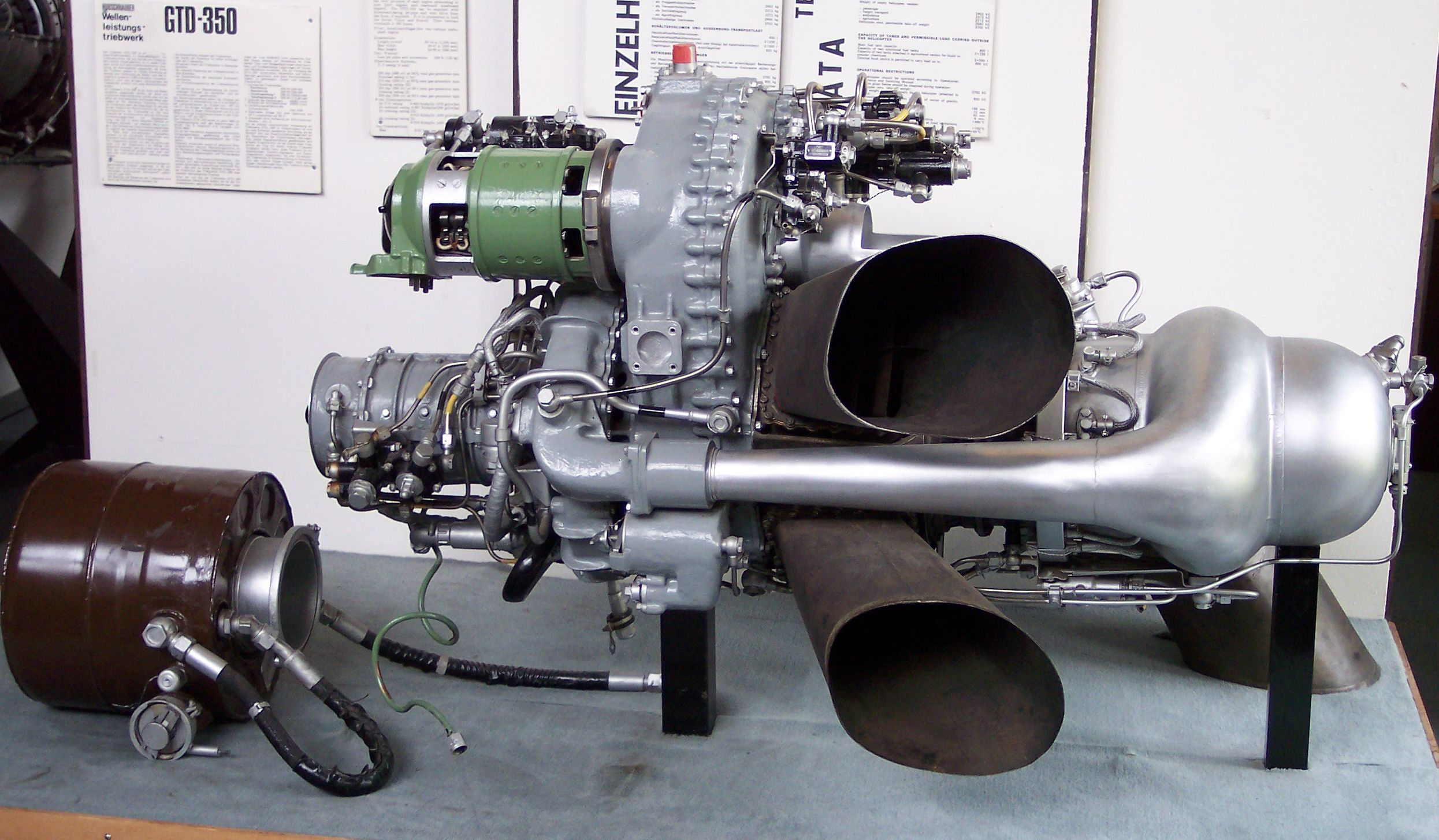
Nové turbohřídelové motory Izotov GTD-350 znamenaly pro vrtulníky Mi-2 výrazně vyšší výkon a také úsporu místa oproti předchozímu typu Mi-1

V roce 1754 představil ruský vědec Michail Vasiljevič Lomonosov Ruské akademii věd svůj návrh malého vrtulníku, který měl sloužit k meteorologickým účelům. Byla to vůbec první zmínka o vrtulníku v Rusku, stroj ale nikdy nevzlétl. První vrtulník vzlétl v Sovětském svazu v roce 1930 a poté byla vyrobena řada dalších létajících prototypů. V roce 1947 vypsalo velení sovětského letectva výběrové řízení na výrobu třímístného vrtulníku, který měl sloužit ke spojovacím a transportním účelům. Do soutěže se nakonec přihlásili tři letečtí konstruktéři – Ivan Pavlovič Bratuchin s vrtulníkem Bratuchin B-11, Alexandr Sergejevič Jakovlev se strojem Jakovlev Jak-100 a Michail Leonťjevič Mil s vrtulníkem Mil Mi-1. Už po prvních zkouškách bylo jisté, že soupeřit spolu budou pouze návrhy Jak-100 a Mi-1. Oba stroje si byly konstrukčně velmi podobné. Výroba Bratuchinova vrtulníku byla po havárii prototypu zavržena. Sovětská státní letecká komise usoudila, že pro výrobu jsou vhodné oba typy a nerozhodla, kdo se stal vítězem soutěže. Sovětská vláda nakonec rozhodla, že vítězem se stal M. L. Mil s vrtulníkem Mil Mi-1.
Mil Mi-1 se stal prvním sériově vyráběným vrtulníkem v Sovětském svazu. Jednalo se o vrtulník s třílistým nosným rotorem a třílistým vyrovnávacím rotorem, který byl poháněn hvězdicovým motorem Ivčenko AI-26. Celkem bylo vyrobeno 1594 kusů Mi-1, a to buď v Moskevském vrtulníkovém závodě M. L. Mila v Sovětském svazu, nebo od roku 1955 v polském výrobním závodě WSK PZL Świdnik. Licenčně vyráběné stroje v Polsku nesly označení SM-1, pozdější modernizované verze nesly označení SM-2.
Od 60. let nabízely sovětské výrobní závody modernější pohonné jednotky, a to turbohřídelové motory Izotov GTD-350. Uvažovalo se, že by se zastaralé hvězdicové motory ve strojích Mil Mi-1 nahradily právě těmito novými motory, ale řešení se neukázalo jako příliš vhodné. M. L. Mil tak začal pracovat na zcela novém vrtulníku, který zpočátku nesl označení V-2. Dohledem nad pracemi na Mi-2 byl pověřen Milův zástupce V. A. Kuzněcov, vedoucím konstruktérem se stal A. Ch. Serman, později nahrazený A. A. Britvinem. Konstruktéři se při vývoji vrtulníku rozhodli pro konstrukci s jedním hlavním nosným a jedním vyrovnávacím rotorem. Oba rotory byly převzaty z vrtulníku Mil Mi-1. Nové turbohřídelové motory, chladiče oleje a reduktor byly umístěny do nástavby, která se nacházela nad kabinou posádky. Takové řešení přispělo k tomu, že kabina pro osádku nebyla rozdělená. Pro větší prostor v kabině se již při vývoji počítalo s tím, že palivová nádrž o objemu 600 l, umístěná v nákladovém prostoru, bude doplněna o dva tanky po 240 l na bocích vrtulníku.
V lednu 1961 představila Milova kancelář maketu stroje V-2 letecké komisi, která ji schválila a rozhodla o výrobě dvou prototypů. Jeden z prototypů měl být vyroben v transportní verzi a druhý v zemědělské verzi. Prototyp vrtulníku V-2 vzlétl poprvé 22. září 1961. Po několikaměsíčních letových zkouškách se ukázalo, že použití mnoha dílů ze starších vrtulníků Mil Mi-1 bylo nesprávné. Postupně byly vyměněny jak oba rotory, tak také transmisní soustava a další vnější části vrtulníku. První prototyp byl ke státním leteckým zkouškám odevzdán v říjnu 1961. Druhý prototyp vzlétl v únoru 1962. Státní letecká komise povolila 20. září 1963 oficiálně sériovou výrobu nového vrtulníku Mi-2. Oba prototypy byly často předváděny před různými komisemi, ministerskými a zemědělskými organizacemi. V roce 1963 si při XXII. sjezdu Komunistické strany Sovětského svazu prohlédl druhý prototyp také Nikita Sergejevič Chruščov.

## Licenční výroba v Polsku

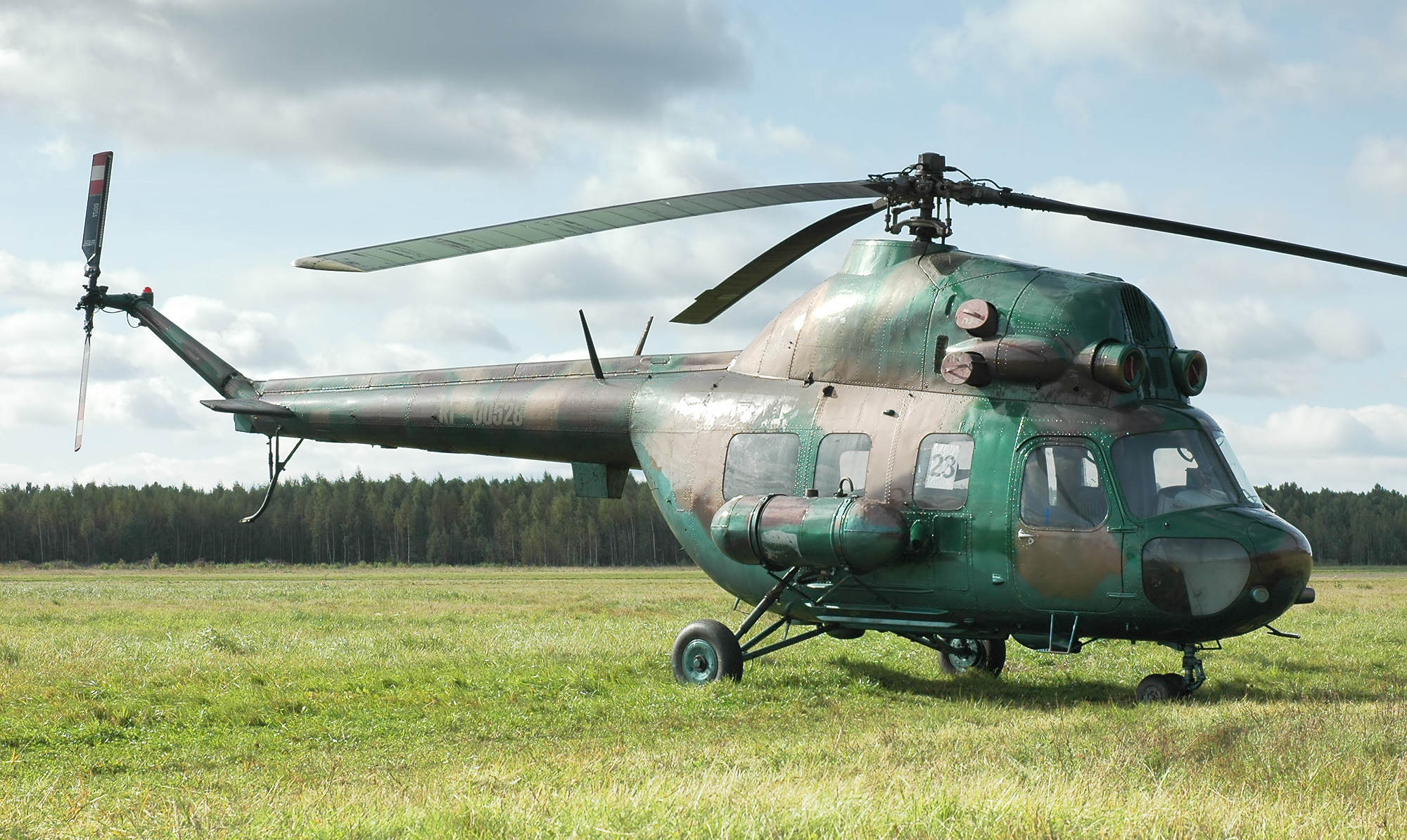
Vrtulník Mi-2 v Rusku

První prototyp Mi-2 byl v září 1962 představován v polském leteckém výrobním závodě WSK PZL Świdnik. Představitelé polského závodu hledali vhodného nástupce již zastaralého vrtulníku Mil Mi-1, který by jej ve výrobě nahradil. Sami sovětští představitelé uvažovali o tom, že přesunou výrobu nového vrtulníku Mi-2 do zahraničí. Hlavním důvodem byla velká vytíženost při výrobě vrtulníků Mil Mi-8, Mil Mi-6 a Mil Mi-24. Dlouhodobá zkušenost polského leteckého průmyslu se ukázala jako postačující a zástupci obou zemí podepsali v lednu 1964 smlouvu o licenční výrobě vrtulníků Mil Mi-2 v závodě WSK PZL Świdnik a turbohřídelových motorů Izotov GTD-350 a reduktorů VR-2 v závodě WSK Rzesow. Polsko od Sovětského svazu získalo výkresovou dokumentaci pro stavbu strojů Mi-2 a Sovětský svaz získal přednostní právo na odběr nových vrtulníků. Ačkoliv Poláci uvažovali o tom, že vrtulník pojmenují SM-3, na přání Sovětského svazu zůstal ponechán název Mi-2.
V Polsku byl první vrtulník Mi-2 vyroben v roce 1965 a 26. srpna téhož roku poprvé vzlétl, ovšem se sovětskou posádkou. Polští piloti vzlétli poprvé se strojem Mi-2 až 4. listopadu 1965. První sériově vyrobený kus byl dokončen v srpnu 1966. Vrtulníky z první série sloužily především ke zkušebním a testovacím letům. Po prvních testovacích letech došlo na dalších vrtulnících k úpravám některých konstrukčních částí. Došlo například k výměně ocasní ostruhy, bočních posuvných dveří nebo radiovýškoměru. Ministerstvo dopravy Polské lidové republiky certifikovalo vrtulníky Mi-2 pro provoz v roce 1969. Vrtulníky Mi-2 se staly jedinými sovětskými vrtulníky, které byly vyráběny mimo Sovětský svaz, na území jiného státu. Do roku 1998, kdy byla výroba ukončena, bylo vyrobeno celkem 5497 kusů.

## Varianty

### Civilní varianty
Mi-2T
Mi-2T je označení pro transportní verzi vrtulníku Mi-2. Označení T pochází z polského transportowy (transportní), ale nebylo příliš často užíváno. Tato varianta byla označována mnohdy pouze jako Mi-2. Verze Mi-2T mohla dopravovat až osm pasažérů nebo 700 kg nákladu. První prototyp vzlétl v srpnu 1966. Celkem bylo vyrobeno téměř 3500 kusů a verze Mi-2T se stala nejrozšířenější variantou Mi-2. Poslední stroj byl vyroben v roce 1998.
Mi-2P

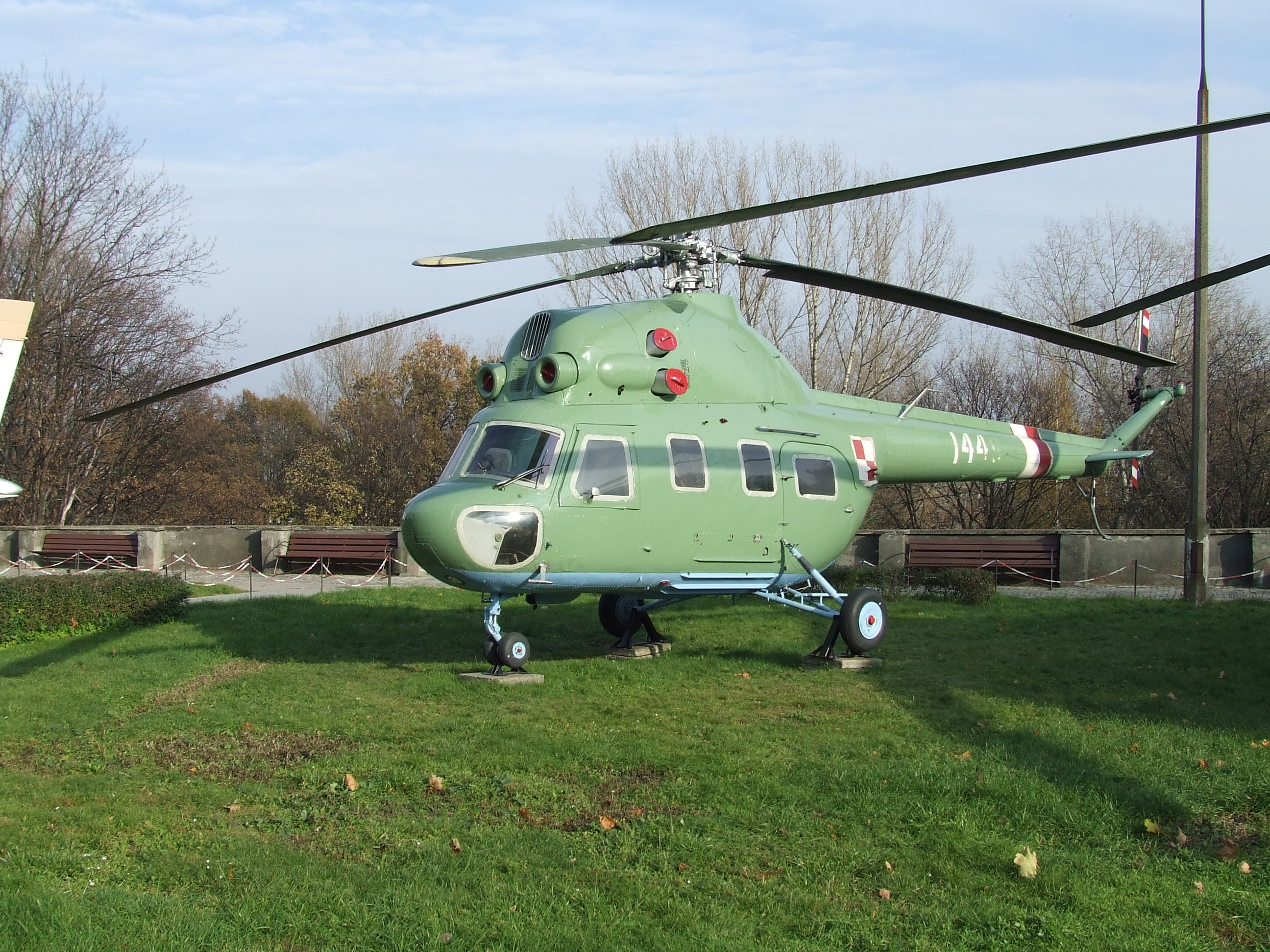
Salónní varianta Mi-2P

 Mi-2P je označení speciální salónní verze. Označení P je odvozeno z polského pasażerski.  VRusku byla tato verze někdy označována také jako Mi-2S Salon. Tato verze vznikla v roce 1967 a sloužila především k přepravě osob státních institucí a průmyslových podniků. Později byly vrtulníky Mi-2P užívány také v policejních letkách pro přepravu vládních delegací a také v některých armádách. Nákladová kabina byla opatřena protihlukovými panely, které byly potaženy koženkou. Mezi další výbavu patřil například koberec nebo malý sklopný stolek. Celkem bylo vyrobeno okolo 400 kusů.
Mi-2Sz
Předchůdce strojů Mi-2, vrtulníky Mi-1, byly poháněny hvězdicovými motory a jejich řízení se od nových vrtulníků Mi-2 výrazně lišilo. V roce 1968 se začalo v polském výrobním závodě WSK PZL Świdnik pracovat na vývoji cvičné (tzv. školní) varianty Mi-2, která měla mít dvojí řízení. Tato varianta získala označení Mi-2Sz (polsky szkolny, školní) a sloužila k výcviku nových pilotů. Podle některých zdrojů byla stejná varianta označována také jako Mi-2U (rusky učebnyj, cvičný) nebo UMi-2. První stroj Mi-2Sz vzlétl 25. března 1968. Ačkoliv přesné údaje o počtu vyrobených kusů nejsou známy, odhaduje se, že strojů ve školní verzi bylo vyrobeno okolo 400 kusů. Poslední stroj byl vyroben v roce 1996.
Mi-2R
Již při vývoji vrtulníků Mi-2 se předpokládalo, že se budou využívat také v zemědělství. Proto také již druhý prototyp V-2 byl upraven jako zemědělská verze. Mi-2R je označení zemědělské verze v Polsku (z polského rolniczny, zemědělský), v Sovětském svazu se používalo pro stejný typ vrtulníků označení Mi-2SCh (selskochozjajstvěnyj). První let zemědělské verze Mi-2 proběhl 20. června 1968. Existovaly dvě základní varianty zemědělské Mi-2 – práškovací a postřikovací. Vrtulníky Mi-2R jsou vybaveny nádrží o objemu 0,7 m³ pro chemický postřik nebo pro práškování. Množství postřiku na hektar se pohybuje v rozmezí 40–130 l v závislosti na rychlosti letu. Stroje určené pro práškování jsou vybaveny nádrží s rourou, která umožňuje provádět práškování. Nádrže pro postřik jsou schopny obsáhnout 2 × 500 l kapalného postřiku, nádrže pro práškování pak 2 × 600 kg hnojiv nebo prášku. Vrtulníky Mi-2R byly vyráběny od roku 1969. Podle odhadů bylo vyrobeno okolo 600 kusů, které byly určeny zpočátku především pro Sovětský svaz. V samotném Polsku sloužilo okolo 150 zemědělských verzí Mi-2.
Mi-2S
Prototyp sanitní verze Mi-2S vzlétl poprvé v roce 1972. Jednalo se o speciálně upravenou verzi transportní Mi-2, která měla přebudovanou vnitřní zástavbu pro potřeby letecké záchranné služby. Ve vrtulníku mohli být transportování dva ležící a dva sedící pacienti, včetně lékaře. Vrtulník obsahuje standardní zdravotnické vybavení srovnatelné s výbavou sanitních vozidel. Jako první získalo dva vrtulníky Mi-2 v sanitní úpravě Polsko (Lotnicze Pogotowie Ratunkowe). Mezi další uživatele patřili Sovětský svaz, Německá demokratická republika, Maďarsko, Bulharsko a Rumunsko. V Československu sloužily také vrtulníky Mi-2 ve zdravotnické konfiguraci, nejednalo se ale o variantu Mi-2S. Pro leteckou záchrannou službu byly v Československu používány transportní vrtulníky Mi-2T s přebudovanou vnitřní zástavbou. Protože varianta Mi-2S disponuje pouze úpravami interiéru, bývá někdy označována také jako Mi-2T. Vrtulníky Mi-2S byly vyráběny až do konce 80. let 20. století.
Mi-2F
Mi-2F nebo Mi-2FM (z polského fotogrametryczny, fotogrammetrický) je označení pro speciálně upravenou variantu transportní verze Mi-2T, která slouží ke kolmému fotografování terénu. První prototyp vlétl již v roce 1971. Nákladová kabina byla vybavena fotoaparátem určeným k fotografování terénu. Snímky z fotoaparátu byly používány k sestavování map. První verze Mi-2F byly vybaveny fotoaparátem východoněmecké výroby, později se používaly i jiné přístroje. Celkově bylo vyrobeno okolo 30 kusů varianty Mi-2F.
Mi-2Kr
Neoficiální označení Mi-2Kr (polsky kran, jeřáb) získala varianta Mi-2, která byla určena k montážním pracím. Stroje Mi-2Kr vznikly úpravou Mi-2T a byly vybaveny jeřábem pro transport těžkých břemen. Na strojích byly provedeny také další úpravy, aby obsluha mohla transportovaný náklad snadno kontrolovat. První prototyp Mi-2Kr vzlétl 16. září 1973. Nejednalo se o příliš rozšířenou variantu, bylo vyrobeno pouze několik kusů. Většinu montážních prací prováděly standardní transportní vrtulníky Mi-2T.
Mi-2 Patrolnyj
Mi-2 Patrolnyj (z ruského patrolnyj, hlídkový) je označení pro speciálně upravené verze Mi-2T nebo Mi-2P, které sloužily k mnoha různým úkolům. V Polsku sloužila tato varianta Mi-2 ke kontrole vedení vysokého napětí a některé hlídkové Mi-2 nesly termovizní kameru. Vrtulníky Mi-2 Patrolnyj byly užívány především policejními letkami Polska, Maďarska, Sovětského svazu a Německé demokratické republiky. V policejních službách byly často vybaveny jeřábem, termovizní kamerou nebo vnějšími reproduktory. V letectvu ruské pohraniční policie mohly tyto stroje nést také neřízené rakety UB-16-57. Varianta Mi-2 Patrolnyj se vyráběla do roku 1990 a celkem bylo vyrobeno přibližně 40 kusů. Většina zemí tuto variantu ale neužívala, pro policejní úkoly sloužily upravené verze transportní Mi-2T nebo salónní Mi-2P.
Mi-2B
Varianta Mi-2B byla dodávaná do pouštních oblastí. Jednalo se o zvláštní civilní variantu, která vycházela z transportní verze Mi-2T, ale na vstupech vzduchu k motorům byla opatřena protiprachovými filtry. U strojů Mi-2B byla rovněž upravena elektrická soustava a listy rotoru nedisponovaly protinámrazovou soustavou. Novější verze byly vybaveny modernějšími listy rotoru, které byly převzaty ze strojů PZL Kania. Celkově bylo vyprodukováno kolem 20 kusů.

### Vojenské varianty

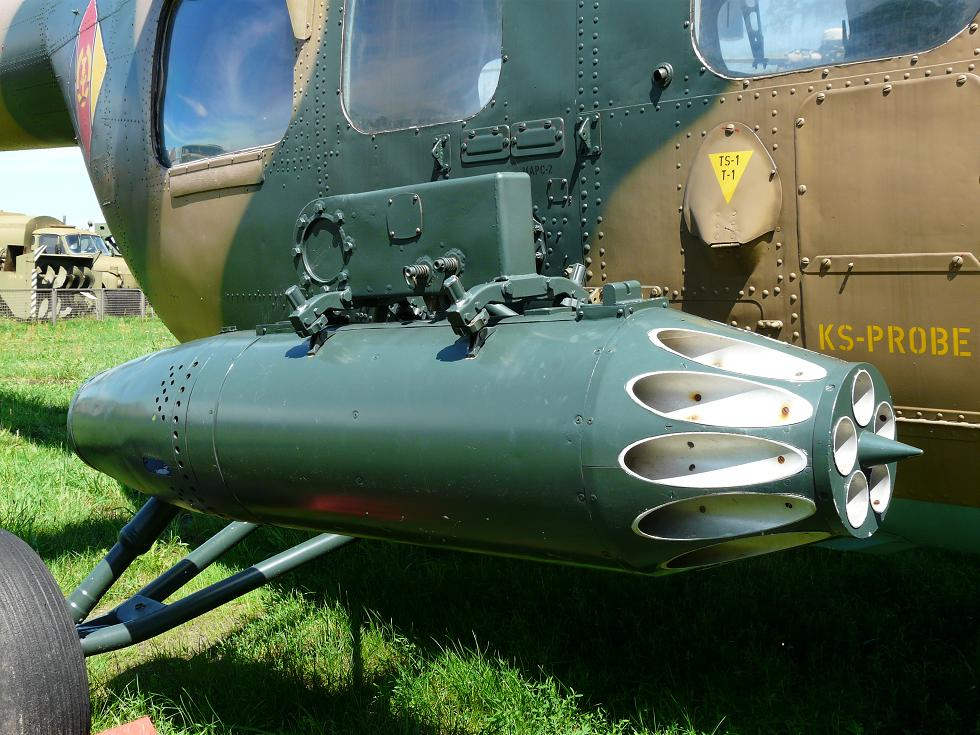
Blok MARS-2 na původně východoněmeckém bojovém vrtulníku Mi-2URN

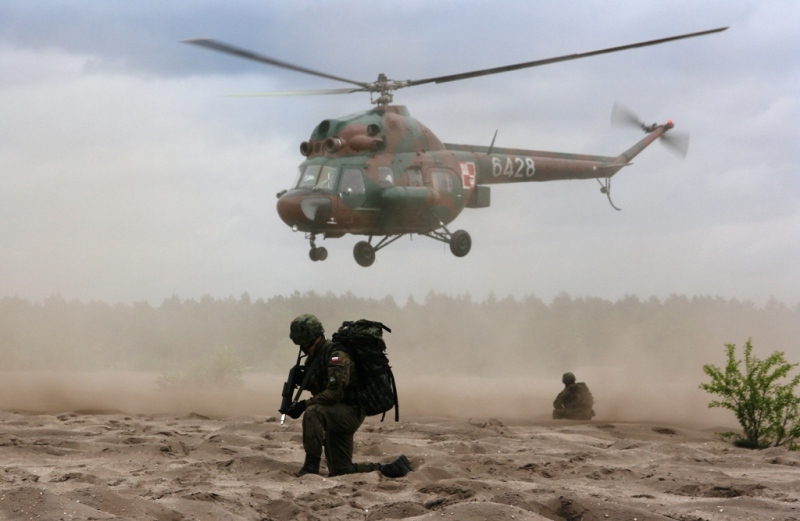
Průzkumná verze Mi-2RO v Polsku v roce 2010

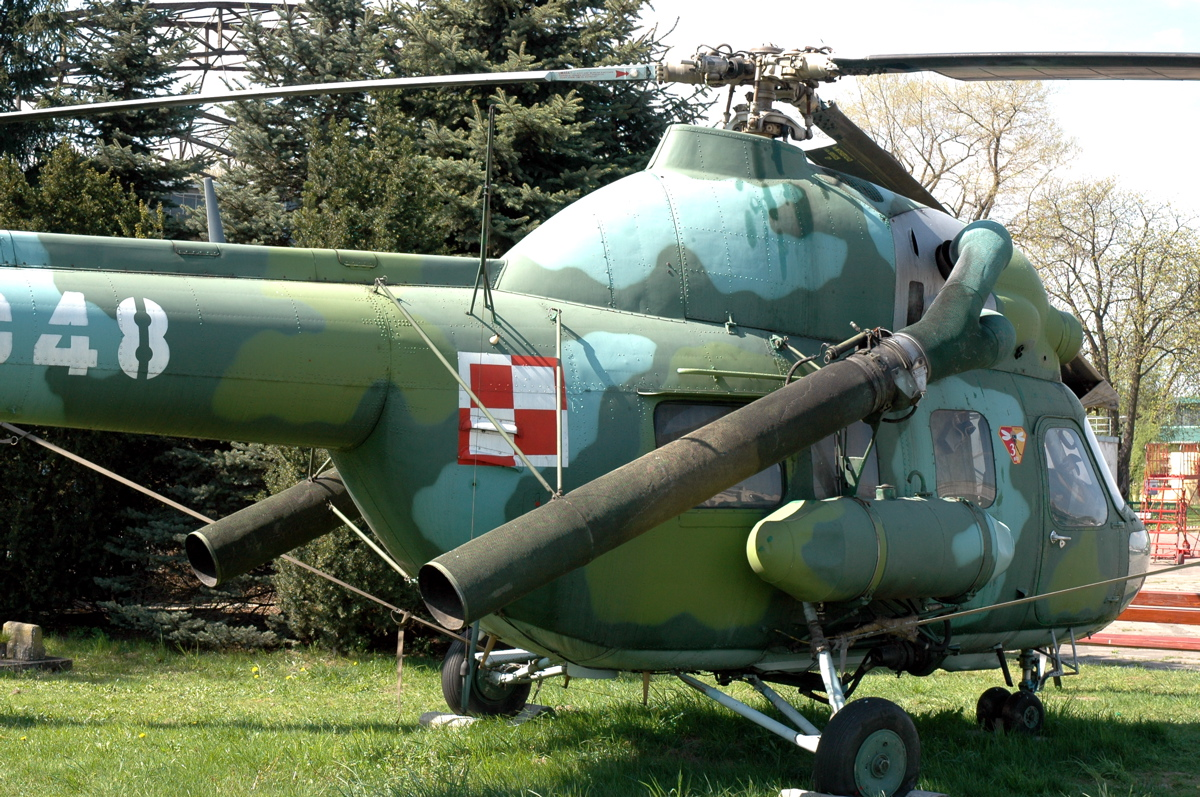
Chemická varianta Mi-2Ch, vrtulník je po obou bocích opatřen rourami, které vytvářejí dýmovou clonu

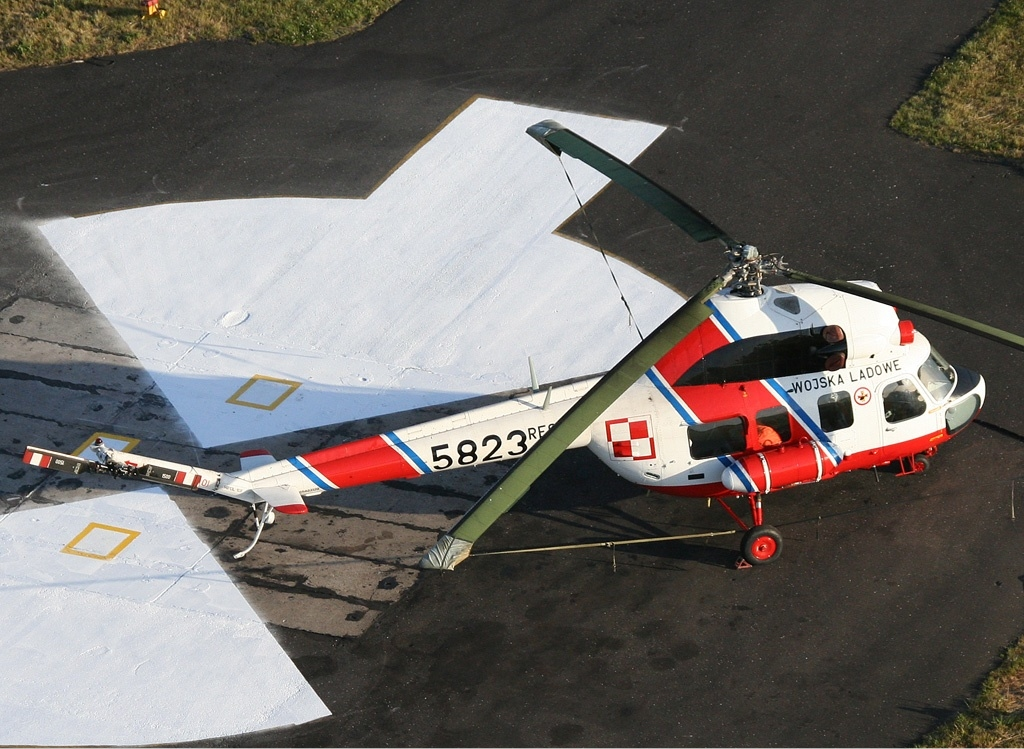
Vojenská záchranná varianta Mi-2RL v Polsku

Mi-2US
Mi-2US je označení pro bitevní verzi Mi-2, která byla vybavena jednohlavňovým kanónem NS-23KM ráže 23 mm. Ten byl na stroji umístěn na přídi vlevo, kanón samotný vážil 37 kg a další součásti k jeho provozu přibližně 20 kg. Stroje Mi-2US mohly nést na bocích trupu také kulomety PKT ráže 7,62 mm, kulomety RPK ráže 12,7 mm nebo kulomety PK ráže 7,62 mm. Většina Mi-2US disponovala fotokulometem S-13. Bitevní varianta Mi-2US byla stavěna od roku 1970. Označení US pochází z polského uzbrojeniem strzeleckim, tedy se střeleckou výzbrojí. V letectvu polské armády sloužilo 30 kusů Mi-2US a několik dalších kusů bylo exportováno do Německé demokratické republiky a Libye. Libyjské stroje byly později odprodány do Nikaragui, kde se zapojily do bojů během Sandinistické revoluce. Bitevní verze Mi-2 se neukázaly v boji jako příliš vhodné, proto byly všechny polské a východoněmecké stroje Mi-2US přestavěny na varianty Mi-2URN, Mi-2URP, Mi-2T, Mi-2P nebo Mi-2RL.
Mi-2URN
Bitevní verze Mi-2URN, vycházející z varianty Mi-2US, vzlétla poprvé v listopadu 1972. Jednalo se o bitevní verzi Mi-2 vyzbrojenou neřízenými raketami. Odtud také pochází označení URN (polsky uzbrojony w rakiety niekierowane, vyzbrojený neřízenými raketami). Stejně jako Mi-2US nesly stroje Mi-2URN kanón NS-23KM a fotokulomet S-13. Na bocích se nenacházely další kulomety, ale bloky MARS-2 pro neřízené rakety S-5 ráže 57 mm. Kromě těchto raket mohly být vrtulníky Mi-2URN vybaveny leteckými pumami FAB-100 o hmotnosti 100 kg nebo dalšími leteckými bombami o stejné hmotnosti. Celkem bylo vyrobeno osm nových kusů Mi-2URN, na tuto verzi bylo ale přestavěno dalších 18 kusů původních Mi-2US. Vrtulníky Mi-2URN měly ve výzbroji Polsko, Německá demokratická republika, Bulharsko a Libye.
Mi-2URP
Mi-2URP je označení pro bitevní verze Mi-2, které byly vybaveny protitankovými řízenými střelami 9M11 Maljutka. Označení URP je odvozeno z polského uzbrojony w rakiety przeciwpancerne, vyzbrojený protitankovými střelami. Vrtulníky Mi-2URP vycházely z variant Mi-2US a Mi-2URN a rovněž byly vybaveny kánonem NS-23KM. Celkem mohly být na bocích vrtulníků Mi-2 umístěny čtyři protitankové řízené střely 9M11 Maljutka. Další čtyři pak mohly být umístěny v nákladové kabině, ovšem pokud je bylo potřeba použít, musel vrtulník přistát a střely musely být operátorem do nosníků umístěny ručně. Operátor protitankových střel seděl vpravo od pilota a k zaměřování používal zaměřovač LL-77. Vrtulník Mi-2URP vzlétl poprvé 20. května 1972. K prvním ostrým střelbám byly stroje Mi-2URP použity poprvé 26. ledna 1973. Do roku 1985 bylo vyrobeno celkem 44 kusů Mi-2URP, některé vrtulníky byly později přebudovány na variantu Mi-2URP-G. Několik těchto strojů získalo i Československo, ale zbraně z nich byly odstraněny. Ostatní vyrobené vrtulníky létaly v Polsku.
Mi-2URS
Od února 1982 byla v Polsku vyvíjena varianta Mi-2 vybavená samonaváděcími protiletadlovými raketami. Taková varianta získala označení Mi-2URS (polsky uzbrojony w rakiety samokierowane, vyzbrojený samonaváděcími raketami). Bitevní varianta Mi-2URS byla vybavena přenosným protiletadlovým raketovým kompletem krátkého dosahu 9K32M Strela-2. Rakety byly umístěny na bocích strojů. Kromě toho byly vrtulníky vybaveny také kanónem NS-32KM a dvěma kulomety PK. Dohromady vzniklo méně než 12 kusů Mi-2URS. Protože se vrtulníky Mi-2 vybavené protiletadlovými raketami ukázaly jako nevhodné, většina strojů byla později přebudována na varianty Mi-2URP nebo Mi-2URP-G. Polsko bylo jediným uživatelem vrtulníků Mi-2URS.
Mi-2URP-G

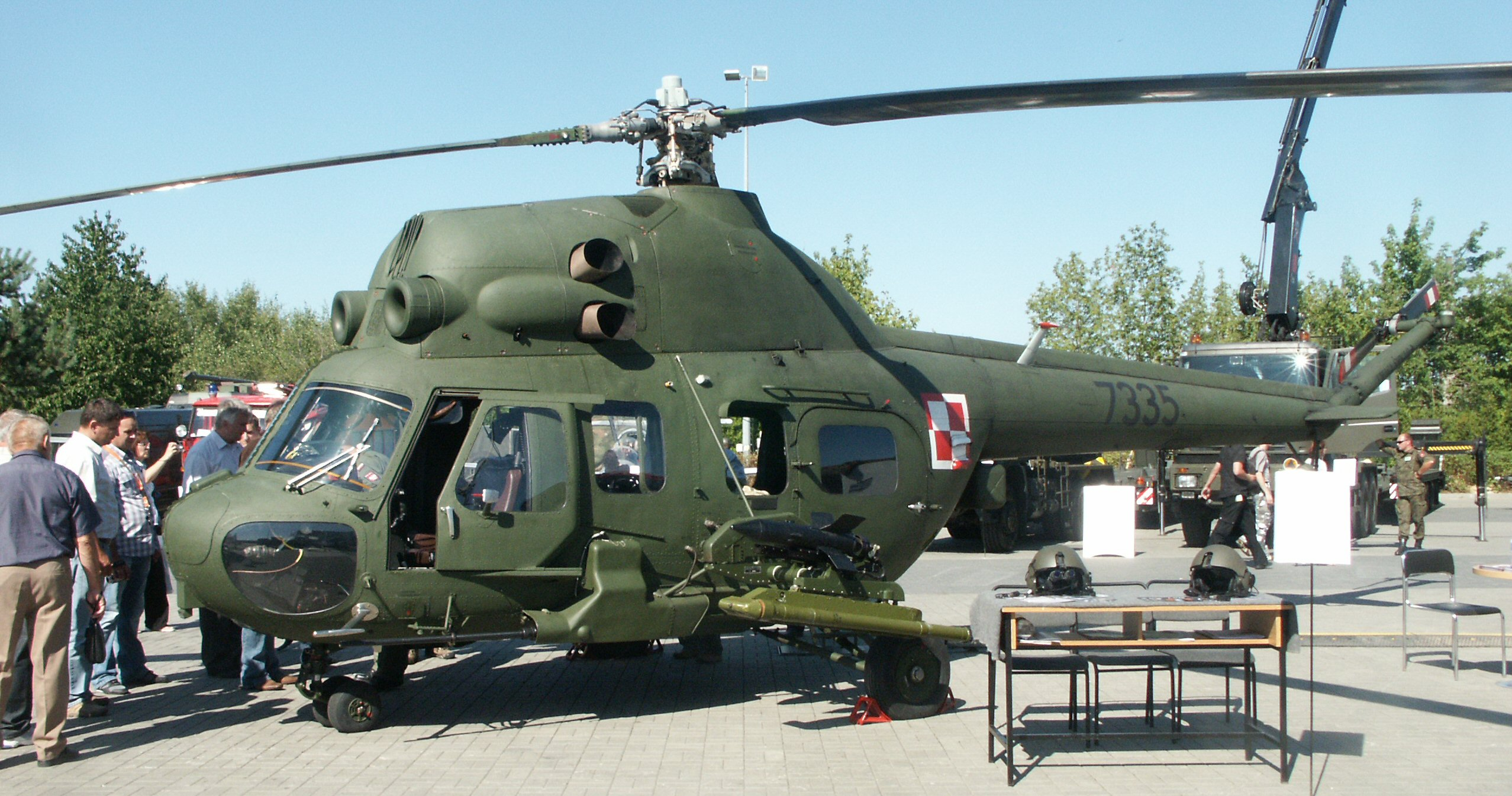
Varianta Mi-2URP-G se stala nejlépe vyzbrojenou verzí bojových Mi-2

Mi-2URP-G je označení nejlépe vyzbrojené verze Mi-2. Ta vznikla v roce 1984 tak, že konstruktéři odstranili z varianty Mi-2URS pouzdra se čtyřmi samonaváděcími protiletadlovými raketami 9M32 Strela-2 a navěsili je na variantu Mi-2URP. Vrtulník byl tak vybaven kanónem NS-32KM, čtyřmi protitankovými řízenými střelami 9M14 Maljutka, čtyřmi raketami protiletadlového raketového kompletu 9M32 Strela-2 a dvěma kulomety PK. Protože byla výbava těchto strojů těžká a vrtulníkům Mi-URP-G zůstaly původní motory Izotov GTD-350, měly tyto stroje zhoršené letové vlastnosti. Pro polskou armádu byly vyrobeny tři zcela nové kusy Mi-2URP-G, ostatní vznikly přestavbou variant Mi-2US, Mi-2URS nebo Mi-2URP. Dalších 22 nových vrtulníků Mi-2URP-G bylo dodáno do Myanmaru. V letech 1989 a 1990 byly vrtulníky Mi-2URP-G používané v Polsku zbaveny závěsníků pro výzbroj. Došlo tak k omylu, kdy byl omezen počet bitevních vrtulníků podle Smlouvy o konvenčních ozbrojených silách v Evropě. Smlouva však upravovala počty ozbrojených vrtulníků Mil Mi-8 a Mil Mi-17, proto získaly stroje Mi-2URP-G svou výbavu později zpět. V průběhu 90. let byla většina těchto strojů vybavena modernějšími radiostanicemi, výškoměry a dalšími součástmi.
Mi-2D
Od roku 1967 byly vyráběny speciální vojenské varianty Mi-2D, které sloužily jako velící pracoviště. Označení Mi-2D pochází z polského dowódczy, velící. Tento typ vrtulníků bývá také někdy označován jako Mi-2PPD, z polského punkt powietrzny dowódczy, tedy létající stanoviště velení. Podle některých zdrojů bývají vrtulníky označovány také jako Mi-2PDD-3 nebo Mi-2PED. Velící stroje zahrnovaly výbavu několika radiostanic, které se v průběhu let měnily. První prototyp Mi-2D byl přebudován z transportní verze Mi-2T. Celkem vzniklo 26 kusů Mi-2D, některé byly později přebudovány na varianty Mi-2T, Mi-2SR nebo Mi-2Ch. Všechny stroje Mi-2D byly součástí polské armády.
Mi-2RO
Mi-2RO nebo Mi-2R je označení pro speciální vojenskou variantu Mi-2, která sloužila k průzkumu terénu a bojiště. Označení Mi-2R pochází z polského rozpoznawcy, pozorovací. Protože docházelo k záměně tohoto typu vrtulníku se zemědělskou variantou Mi-2R, vžilo se později označení Mi-2RO (polsky rozpoznania ogolnego, pro okolní pozorovaní). Vrtulníky Mi-2RO byly vybaveny fotoaparáty pro kolmé snímkování terénu. Později vyráběné stroje byly obohaceny o další fotoaparát pro šikmé boční snímkování. Pozorovací vrtulníky byly vybaveny také dvěma kulomety PK a některé disponovaly i kanóny NS-32KM. Několik vrtulníků mělo zdvojené řízení, podobně jako školní verze Mi-2Sz, proto byly neoficiálně označovány jako UMi-2R nebo UMi-2RO. První pozorovací stroj Mi-2RO vznikl přestavbou transportní Mi-2T. Do roku 1984 bylo vyrobeno celkem 34 kusů, čtyři vrtulníky létaly v armádě Německé demokratické republiky, ostatní stroje sloužily v polské armádě.
Mi-2RS
Varianta Mi-2RS, vyráběná od roku 1975, sloužila k zjišťování chemického zamoření bojiště. Základní verze, označovaná jako „Aligator“, byla vybavena dozimetrem, detektorem chemického zamoření a sadou pro odběr půdních a vodních vzorků. Některé pozdější verze, označované jako „Pyton“, byly dovybaveny indikátorem ozáření. Verze „Ikar“ byla navíc rozšířena o aparaturu pro detekci fosfoorganických částic v atmosféře, systém pro určování radiačního a chemického zamoření a modernější sadu pro odběr půdních a vodních vzorků. Vrtulníky Mi-2RS byly rovněž opatřeny jiným ventilačním a přetlakovým systémem oproti standardním Mi-2, aby mohly létat v chemicky zamořeném prostředí. Celkem bylo vyrobeno méně než 20 kusů. Většina strojů Mi-2RS byla později přestavěna na jiné varianty Mi-2. Hlavním uživatelem se stal Sovětský svaz, kde létaly tyto stroje pod označením Mi-2Ch (rusky chemičeskij, chemický) nebo Mi-2RChR (radiačno chemičeskij razvědčik, verze pro radiačně chemický průzkum). V Československu létaly dva kusy pod označením Mi-2RCh, které ale vznikly přestavbou standardních vojenských Mi-2. Všechny vyrobené kusy sloužily pravděpodobně pouze k provádění testů.
Mi-2Ch
Mi-2Ch „Hekla“ (ze slova chóvać, zakrývat nebo z polského chemiczny, chemický; označení „Hekla“ je odvozeno od názvu stejnojmenné sopky na Islandu) je označení pro variantu Mi-2, která sloužila k vytváření dýmové clony. Speciální zadýmovací varianta byla používána k maskování vojska při útočných operacích, brodění nebo vyloďování. Stroje Mi-2Ch jsou opatřeny zadýmovacím systémem se dvěma rourami po bocích trupu. Při své činnosti létají nízko nad zemí a vytváří hustou dýmovou clonu. Zadýmovací zařízení bylo původně určeno k rozprašování horkého aerosolu s pesticidy v zemědělství. Většina těchto strojů nesla také přístroje pro detekci radiačního a chemického zamoření. Mi-2Ch vzlétl poprvé 16. ledna 1981 a celkově bylo vyrobeno jen několik nových kusů, další pak vznikly z variant Mi-2RS nebo Mi-2RM.
Mi-2 Platan
Vrtulníky Mi-2 Platan byly speciální vojenské stroje, které nesly protitankové minovací zařízení Platan. Stroje byly vybaveny 20 tubami, každá tuba mohla obsahovat až šest protitankových min MN-111 nebo devět min MN-121. První Mi-2 Platan vznikl přestavbou transportní verze Mi-2T. Celkem bylo vyrobeno méně než 20 kusů a všechny stroje létaly v polské armádě.
Mi-2RM
Námořní záchranná verze Mi-2RM „Anakonda“ (polsky ratowniczy morski, záchranný námořní) byla vyvinuta v 60. letech 20. století. Jednalo se o speciální vojenskou variantu, která měla uplatnění především při záchraně osob na moři. Stroje Mi-2RM byly opatřeny vnitřní palivovou nádrží o objemu 238 l, na bocích trupu byly usazeny nosníky pro tři denní a tři noční letecké pumy. Místo pum mohly být instalovány také dvě osvětlovací pumy SAB-100. Některé novější stroje byly opatřeny i vnější palivovou nádrží na pravém boku trupu. Kromě toho byly vrtulníky Mi-2RM opatřeny výkonným finským nebo francouzským jeřábem o nosnosti až 270 kg. Pod trupem byl umístěn speciální závěs pro tažení člunů po vodní hladině. Uvnitř nákladové kabiny byl k dispozici reflektor k osvětlování cílů. Mezi další výbavu patřil nafukovací člun pro šest nebo deset osob a také základní zdravotnické vybavení a nosítka pro ošetření raněných. Dohromady bylo vyrobeno 16 kusů Mi-2RM, tři kusy létaly v armádě Německé demokratické republiky, ostatní sloužily v polské armádě.
Mi-2RL
Mi-2RL (ratowniczny ladowy, záchranný pozemní) je pozemní záchranná varianta odvozená od varianty Mi-2RM. Vybavení vrtulníku se příliš nelišilo od verze Mi-2RM. Palubní jeřáb byl nahrazen jeřábem LPG-2 s nosností 125 kg, později jeřábem LPG-4 o nosnosti 120 kg. Vrtulníky byly vybaveny také provazovým žebříkem o délce 16 m. První stroj Mi-2RL vzlétl v listopadu 1975. Celkem bylo vyrobeno 10 nových kusů, několik dalších vzniklo přestavbou transportní verze Mi-2T. Všechny stroje sloužily pouze v polské armádě.
Mi-2SR
Mi-2SR (polsky sanitarno ratowniczny, sanitních záchranný, také sanitarno reanimacnyj) je sanitní záchranná varianta vycházející ze standardní sanitní verze Mi-2S. Výbava strojů Mi-2SR je shodná s vrtulníky Mi-2S, ale je navíc opatřena o palubní jeřáb LPG-4. Varianta Mi-2SR vznikla podle žádosti Ministerstva národní obrany Polské lidové republiky. Vrtulníky byly využívány jak pro leteckou záchrannou službu (LZS), tak pro lety v rámci služby pátrání a záchrany (SAR). Vrtulníky Mi-SR byly dodávány do Polska a Německé demokratické republiky. Podle některých zdrojů jsou stroje Mi-SR označovány jako Mi-2S.

### Prototypy a projekty

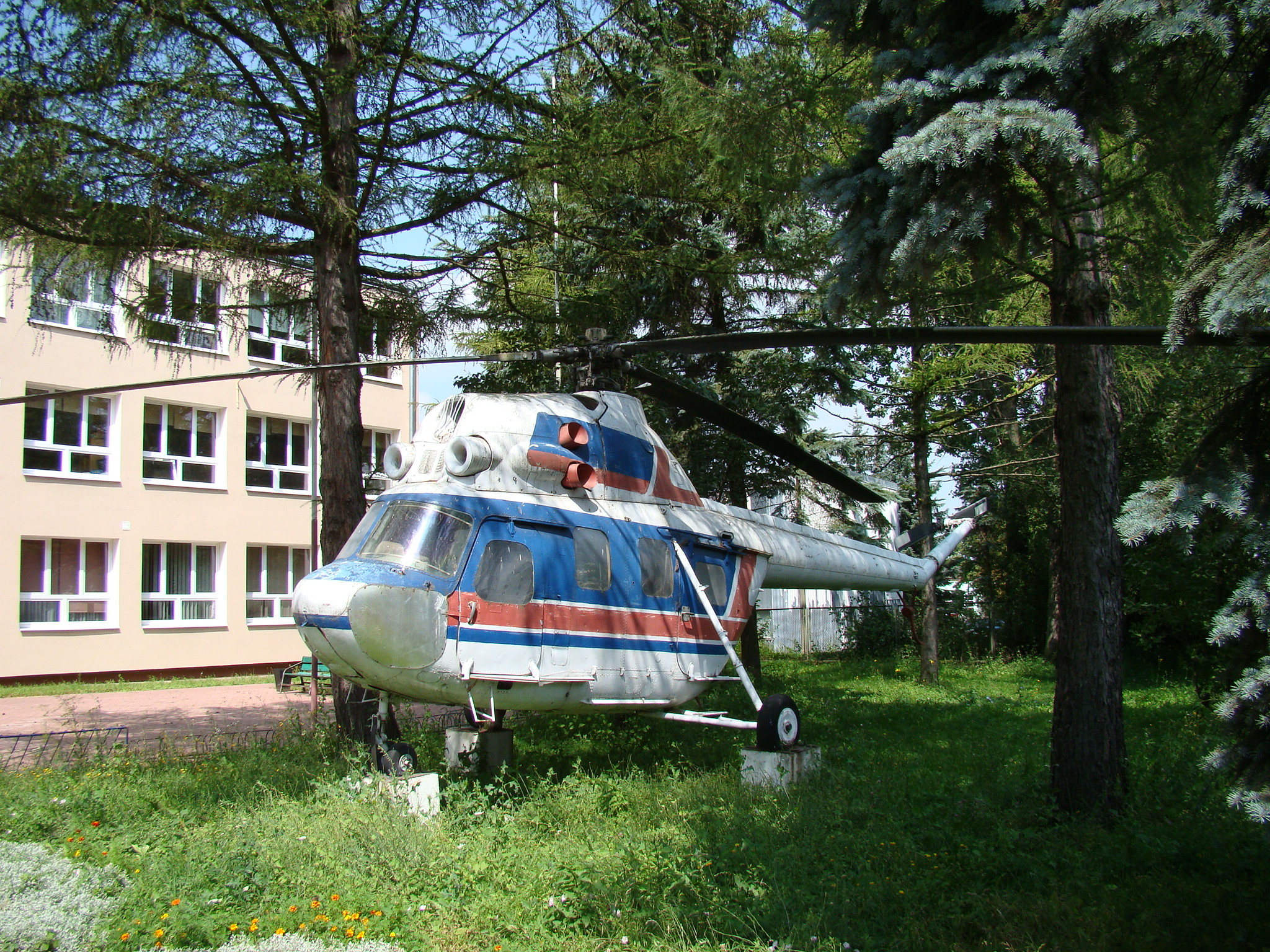
Prototypová verze Mi-2M2

V-2
V-2 je označení původních dvou prototypů Mi-2. Maketa prototypu byla představena již v lednu 1961, první prototyp vzlétl 22. září téhož roku. Jednalo se o transportní verzi. Druhý prototyp, upravený jako zemědělská verze, vzlétl v únoru 1962. Oba prototypy byly postaveny v Sovětském svazu.
V-2V
V-2V (rusky vooružennyj, ozbrojený) je označení prvního bitevního prototypu. Ten byl postaven v roce 1965 v Sovětském svazu, a to ještě předtím, než se vyráběly bitevní verze Mi-2US, Mi-2URN, Mi-2URP, Mi-2URS a Mi-2URP-G. Poprvé vzlétl v listopadu 1966. Stroj byl vyzbrojen šesti protitankovými řízenými střelami 9M17 Falanga-M nebo čtyřmi neřízenými raketami UB-16-57. Na vrtulníku byly provedeny rovněž další změny v provedení, aby vyhovoval vojenským zkouškám. Těch se v Sovětském svazu také zúčastnil, ale vzhledem k úspěchu vrtulníků Mil Mi-8 a Mil Mi-24 nebyl sériově vyráběn.
V-2M
Prototyp V-2M (morskoj, námořní) vznikl v roce 1965. Jednalo se o variantu Mi-2, která byla vybavena plováky. Vrtulník neměl být určen pro vojenské účely, ale pro rybářskou flotilu Sovětského svazu. Vznikl pouze jeden kus.
Mi-2KR
Sovětský prototyp určený k řízení dělostřelecké palby a ke vzdušnému průzkumu získal označení Mi-2KR (korektěrovčik razvědčik, kontrolor průzkumník). Stroj byl vybaven pozorovací kamerou v nákladových dveřích kabiny a palubním počítačem.
Mi-2M
Mi-2M (moděrnizirovanyj, modernizovaný) je označení projektu modernizované varianty Mi-2, která měla být vybavena výkonnějšími motory Izotov GTD-350 a aerodynamicky měla mít pozměněný trup. Projekt nebyl realizován.
Mi-3
Mezi další sovětské projekty patřila práce na stroji Mi-3. Jednalo se o stroj vycházející konstrukčně jak z vrtulníku Mi-2, tak z většího vrtulníku Mi-8. Zvětšený trup, vycházející z Mi-2, mohl pojmout až deset pasažérů. Ze stroje Mi-8 byl přebrán čtyřlistý hlavní rotor (namísto třílistého u Mi-2) a nahrazen byl také dvoulistý nosný vyrovnávací rotor za třílistý, přebraný ze stroje Mi-8. Vrtulníky Mi-3 měly být pravděpodobně vybaveny také modernějšími motory Izotov TV2-117, ačkoliv podle ruských pramenů měl nést motory Izotov GTD-350 nebo Izotov GTD-550. Varianta Mi-3 vznikla pouze jako maketa a projekt nebyl nikdy realizován.
V-20
Projekt stroje V-20 nebyl také realizován. U těchto strojů mělo dojít ke změně motorů, měly být použity buď ruské motory Izotov GTD-550, nebo Izotov GTD-3, ale uvažovalo se také o západních motorech Turboméca Astazou XIV nebo Continental T65.
Mi-22
Mi-22 (nebo také V-22) je označení sovětského projektu, jehož maketa vznikla v roce 1965. Stejně jako ostatní předcházející projekty nebyl ani stroj Mi-22 realizován. Konstrukce vrtulníku byla inspirována americkým víceúčelovým vrtulníkem Bell UH-1 Huey. Vrtulníky Mi-22 neměly mít kola, ale ližiny. Měly být poháněny motory Izotov GTD-10A a rovněž měl být pozměněn hlavní rotor za čtyřlistý. Před stavbou Mi-22 nakonec dostaly přednost práce na bitevním vrtulníku Mi-24.
Mi-2M1
Mi-2M1 je označení pro první fázi projektu modernizovaného vrtulníku Mi-2. Jednalo se o modernizaci, která byla prováděna v polském závodě WSK PZL Świdnik. Ta zahrnovala především výměnu stávajícího motoru za výkonnější motor Izotov GTD-350P. Výkon motoru byl navýšen o 36 kW na celkových 331 kW. Vrtulník měl zmenšenou palivovou nádrž, čímž se zvětšila nákladová kabina. Vrtulník Mi-2M1 byl do provozu uveden poprvé v roce 1974, při letových zkouškách se ale výrazně zvýšila teplota výfukových plynů.
Mi-2M2
Vrtulníky Mi-2 modernizované během druhé fáze získaly označení Mi-2M2. Varianta Mi-2M2 rovněž disponovala výkonnějšími motory Izotov GTD-350P, ale vrtulník doznal i dalších změn. Konstruktéři prodloužili trup vrtulníku a nákladový prostor se zvětšil o 0,9 m³. Tato změna navrátila vrtulníku zpět větší palivovou nádrž o objemu 835 l, zároveň musel být změněn i podvozek a vrtulník získal nové tlumiče. První prototyp Mi-2M2 vzlétnul 1. července 1974, ale sériově nikdy vyráběn nebyl. Hlavním nedostatkem strojů byla jejich vysoká hmotnost, se kterou měly problémy i výkonnější motory. Celkově bylo vyrobeno šest kusů, čtyři z nich testovala polská armáda.
Mi-2 Polar
V roce 1978 vznikla na základě požadavku polských výzkumníků Mi-2 Polar. Jednalo se o variantu, která byla určena pro průzkumné a zásobovací lety na Antarktidě. Vrtulníky Mi-2 Polar získaly jiné akumulátory, aby mohly operovat v extrémně nízkých teplotách. Změn doznala i vytápěcí a protinámrazová soustava. Celkem vznikly čtyři kusy Mi-2 Polar, ale pouze dva létaly na Antarktidě. Další dva kusy se osvědčily při letech v severských oblastech Sovětského svazu. Stroje Mi-2 Polar prokázaly v extrémních podmínkách vysokou spolehlivost a staly se chloubou výrobního závodu.
Mi-2 pro elektromagnetické záření
V polském výrobním závodě WSK PZL Świdnik bylo upraveno několik transportních Mi-2T pro měření elektromagnetického záření na zemském povrchu. Stroje určené pro monitorování elektromagnetického záření nesly uvnitř trupu nebo na bocích trupů místo přídavných nádrží přístroje a výbavu pro měření záření.

### Modernizované varianty

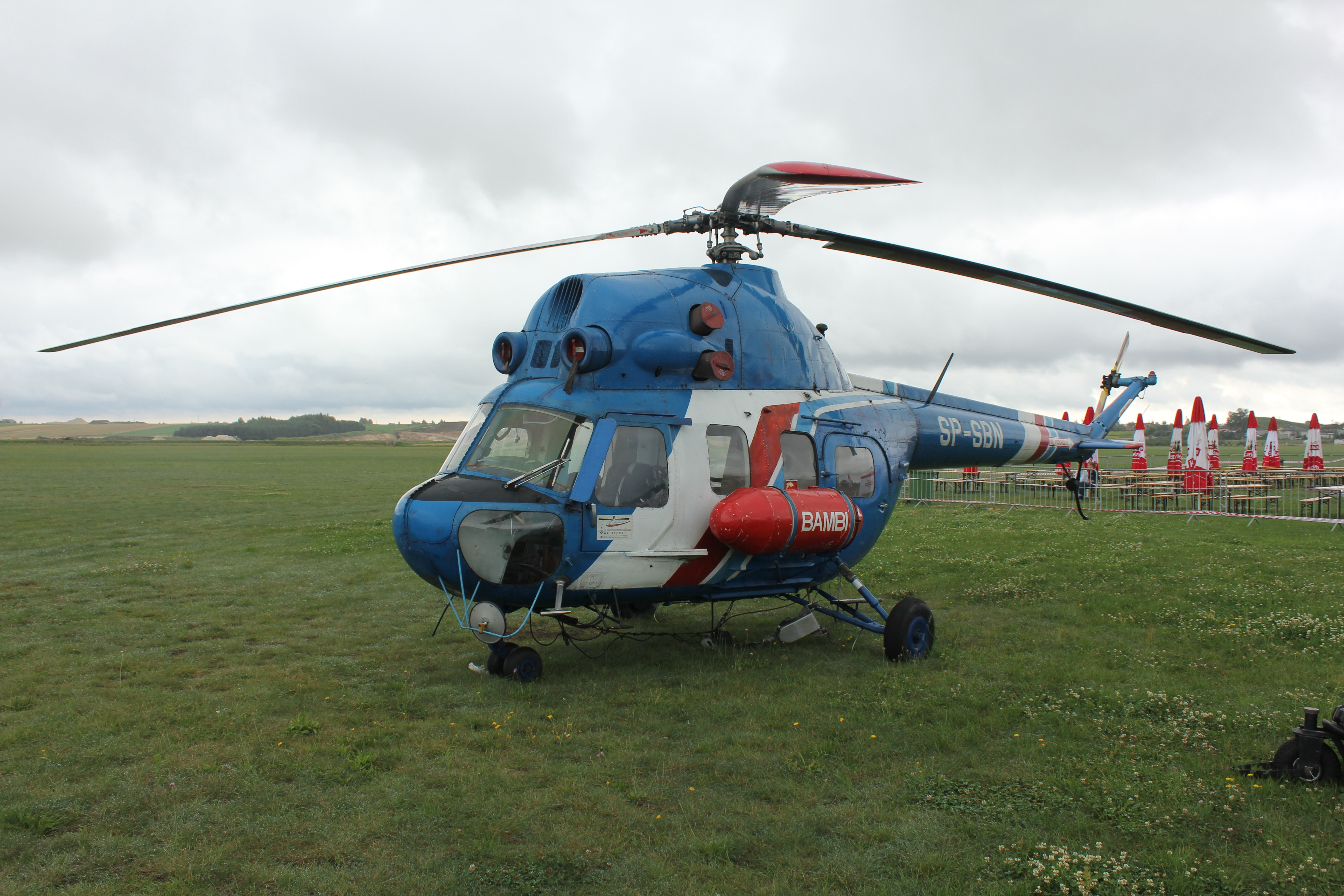
Modernizovaná verze Mi-2 Plus zaznamenala úspěch pouze v Polsku, ostatní země o modernizaci zájem neprojevily

Mi-2 Plus
Modernizované vrtulníky Mi-2 Plus vznikly v Polsku v rámci modernizačního programu. V Polsku sloužily pro leteckou záchrannou službu vrtulníky Mi-2, které již neodpovídaly evropským standardům. Rovněž polské policejní letectvo stále používá vrtulníky Mi-2. Ty již nemohly od svého zařazení do služby odpovídat současným technickým a dalším požadavkům evropských leteckých úřadů, a proto vznikl modernizační program, jehož úkolem bylo zvýšit bezpečnost vrtulníků Mi-2. Při modernizaci se vycházelo především z konstrukce modernějšího vrtulníku PZL Kania. Mezi hlavní změnu patří náhrada původních motorů za výkonnější variantu Izotov GTD-350W2. Ze stroje PZL Kania byly převzaty listy z kompozitních materiálů jak hlavního nosného, tak také vyrovnávacího rotoru, a došlo k náhradě původních listů. Modernizována byla rovněž palivová nádrž a vrtulníky Mi-2 Plus získaly nové navigační a komunikační vybavení. Novou avioniku zajistily společnosti Honeywell a Garmin. Záchranné vrtulníky byly vybaveny také novými protihlukovými panely uvnitř trupu. K modernizaci standardních vrtulníků Mi-2 na verzi Mi-2 Plus docházelo pouze v Polsku, zatímco v ostatních zemích se příliš neujala.
Mi-2A
Modernizované vrtulníky Mi-2A vznikají v Moskevském vrtulníkovém závodě M. L. Mila v Rusku. Jedná se o jediný ucelený zahraniční modernizační program, kterým vrtulníky Mi-2A procházejí. Hlavní změna vrtulníků, stejně jako u polské modernizované varianty Mi-2 Plus, spočívá ve výměně motorů za modernější typy. Instalovány mohou být buď motory AI-450, nebo na přání zákazníka také francouzské motory Turbomeca Arrius 2M1. Protože konstrukce nových motorů se odlišuje, mají vrtulníky Mi-2A pozměněnou motorovou nástavbu. Nové motory zajišťují delší životnost strojů a nižší provozní náklady. Vrtulníkům Mi-2A se zvýšil dolet až na 500 km, proto již nemusí nést přídavné palivové nádrže. Možné je také použití motorů Izotov GTD-350W nebo GTD-350W2. Mezi další realizované změny patří výměna reduktorů, výměna stávajících listů rotorů za novější z kompozitních materiálů a úprava elektrických, olejových a protipožárních systémů. Změnou prošlo i další vybavení. Ačkoliv je plánováno, že se stroje Mi-2A budou dodávat především v transportní verzi, je v plánu vyrábět i salónní, sanitní, záchranné, pátrací, zemědělské a další varianty. Výrobce plánuje vyrábět i vojenskou variantu, která by měla nést bloky neřízených raket. Do roku 2008 nedošlo k modernizaci Mi-2 na modernizaci Mi-2A u žádného zákazníka.

## Vrtulníky vycházející z Mi-2

### PZL Kania

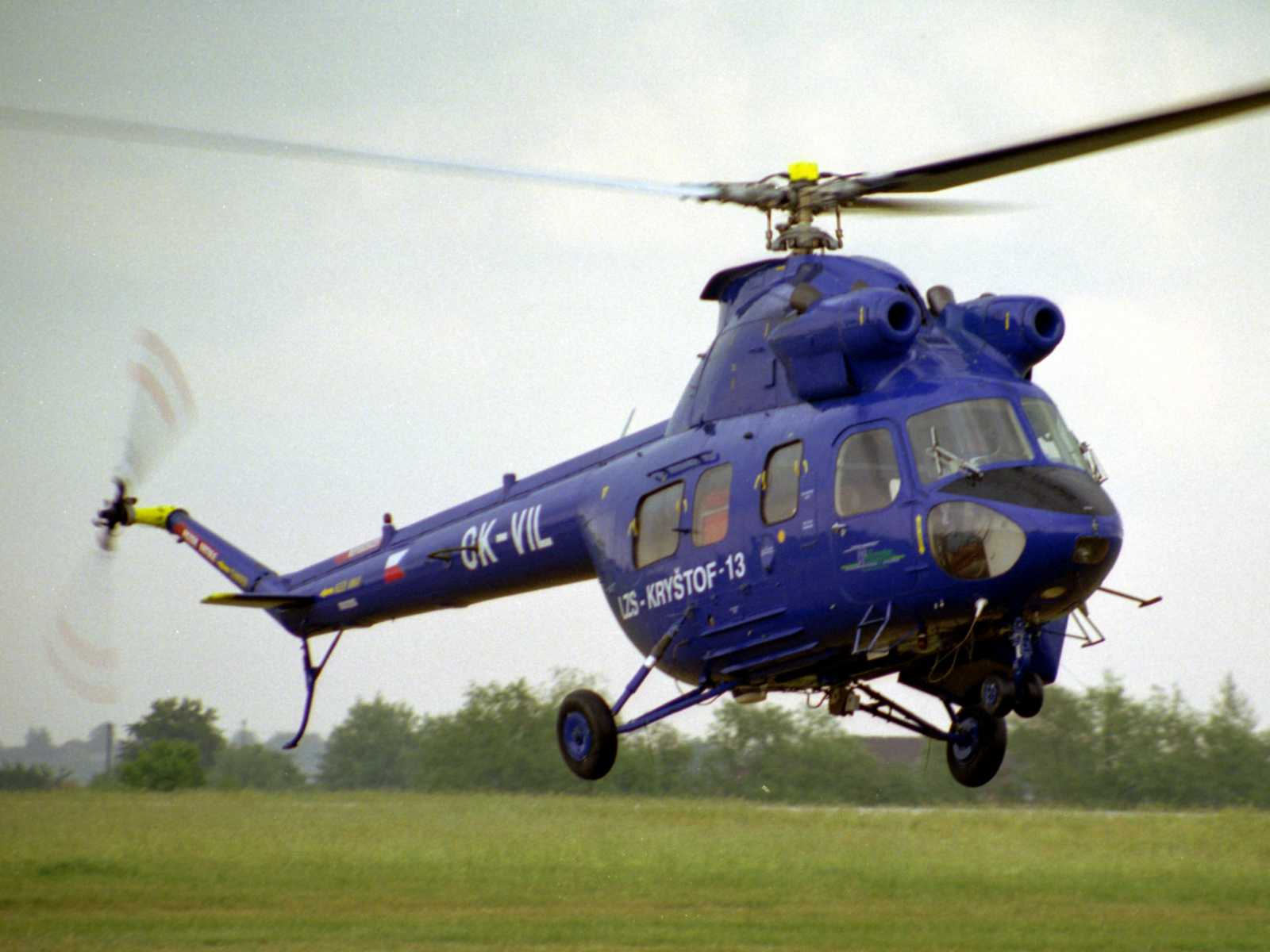
Vrtulníky PZL Kania, vycházející konstrukčně ze strojů Mi-2, sloužily u letecké záchranné služby také v Česku

Snahou polského výrobního závodu WSK PZL Świdnik bylo prosadit se s vrtulníky Mi-2 na západních trzích. Protože vrtulníkům Mi-2 konkurovala řada jiných srovnatelných strojů, například vrtulníky MBB Bo 105, Bell 206 nebo Agusta A109, rozhodl se polský závod postavit nový modernější stroj, který vycházel právě z Mi-2. V roce 1979 vzlétl poprvé prototyp nového stroje PZL Kania. Ten měl nové západní motory Allison 250-320B, které byly sice výkonově srovnatelné s původními motory Izotov GTD-350, ale byly lehčí a výkonnější při vysokých teplotách okolního vzduchu. Stroje PZL Kania měly změněný nos, na kterém byly nově umístěné dva přistávací reflektory. Kromě prvního prototypu byly vrtulníky PZL Kania vybaveny rotory z kompozitních materiálů. Rovněž avionika byla změněna, stroje PZL Kania byly opatřeny moderní západní avionikou. Vrtulníky doznaly i dalších konstrukčních změn oproti strojům Mi-2, změnila se motorová nástavba, vnitřní uspořádání sedadel a byly provedeny další úpravy. Vrtulníky mohly transportovat až osm pasažérů. První prototyp PZL Kania byl určen k pozemním testům, vzlétl až druhý prototyp, a to 3. června 1979. V Polsku byly stroje PZL Kania certifikovány 1. října 1981, ve Spojených státech amerických až v roce 1986. Ačkoliv se počítalo s tím, že vrtulníky PZL Kania se budou vyrábět v transportní, salónní, sanitní i zemědělské verzi, na západních trzích tyto vrtulníky neuspěly. Do roku 2006 bylo vyrobeno pouze 14 kusů.

### PZL Taurus
Mezi další projekt, vycházejí z vrtulníku Mi-2, patřil PZL Taurus. Jednalo se o maketu nového stroje, který byl postaven na základě vrtulníku PZL Kania, respektive Mi-2. Vrtulník byl opatřen motory Allison 250-C20B, které byly umístěny pod rozměrným společným krytem s mohutným nasávacím otvorem. Do sériové výroby se PZL Taurus nikdy nedostal.

## Konstrukce Mi-2

### Trup

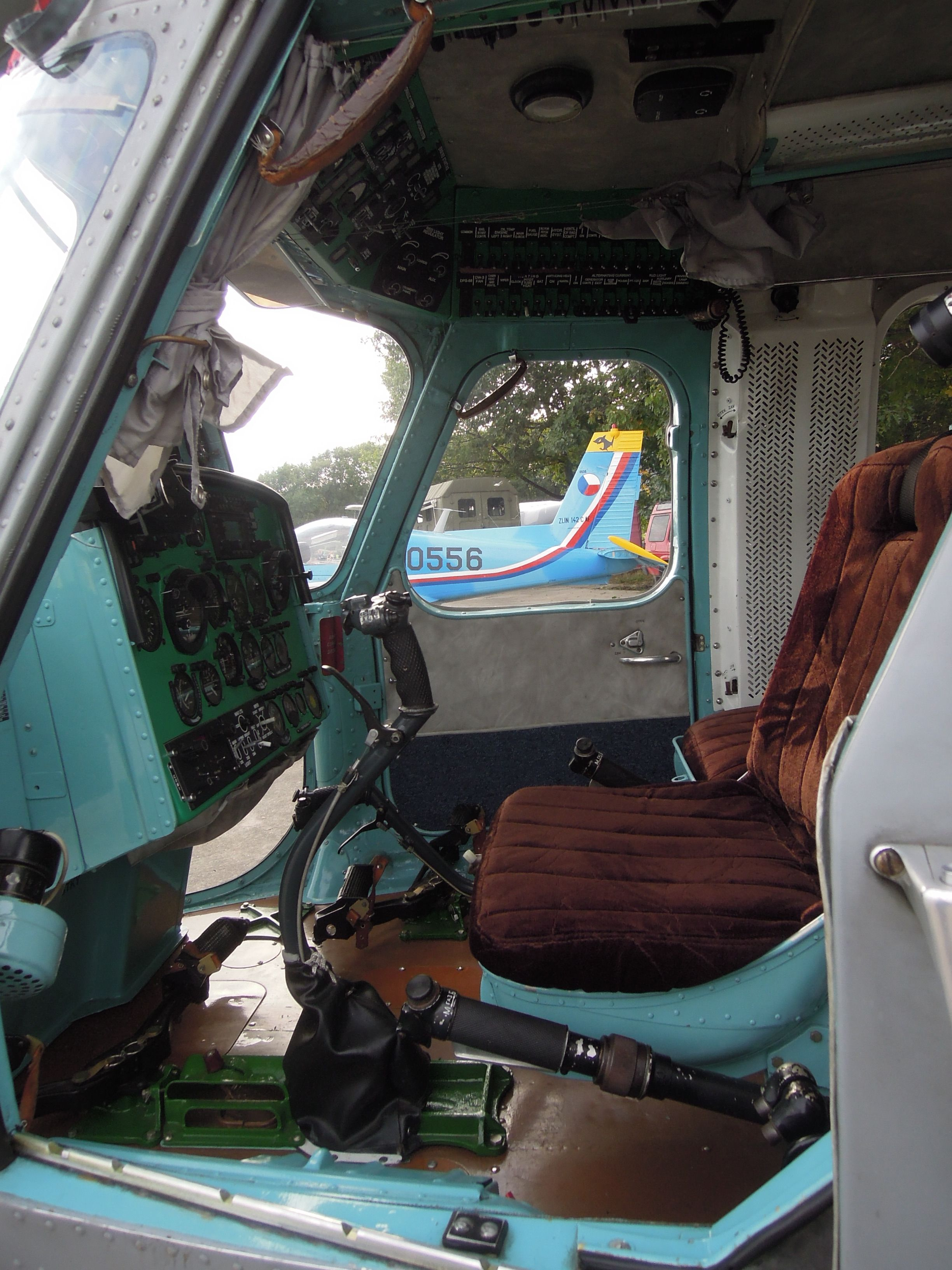
Pohled do pilotní kabiny českého vrtulníku Centra leteckého výcviku

Trup vrtulníků Mi-2 lze podle konstrukce rozdělit na dva celky, a to na samotný trup a ocasní nosník. Trup sestává ze tří částí – přídě s pilotní kabinou, nákladové kabiny a motorové nástavby. Ocasní nosník je složen ze dvou částí, a to samotného ocasního nosníku a kýlového nosníku.
Přední část trupu zahrnuje příď s pilotní kabinou. V přídi strojů Mi-2 se nacházejí dva akumulátory a jsou zde uloženy některé části elektrické soustavy. Pilotní kabina navazuje na příď a na ni dále nákladová kabina. V pilotní kabině se nachází řízení. Pilot sedí vlevo, v pravé části je místo pro navigátora letu nebo pasažéra. Pilotní kabina je bohatě prosklená, a to čelním děleným sklem a skly v bočních dveřích. Levé boční dveře jsou posuvné, pravé boční dveře se otevírají proti směru letu. V případě havárie vrtulníku jsou dveře vybaveny systémem nouzového odhozu. Pod přídí je instalován malý přistávací reflektor, za ním je umístěná příďová podvozková noha.
Střední část trupu navazuje na pilotní kabinu a skládá se z nákladové kabiny a motorové nástavby. Nákladová kabina má rozměry 2,27 m (délka) × 1,2 m (šířka) × 1,4 m (výška). Do kabiny se vstupuje jednokřídlými dveřmi, které jsou umístěny na levé straně trupu. Na levé straně nákladové kabiny jsou umístěná dvě okna, třetí je v nástupních dveřích, na pravé straně se nacházejí tři okna. Vlevo se nacházejí dvě červená poziční světla. Spodní část kabiny zahrnuje deset aerodynamických plůtků pro usměrnění proudícího vzduchu, anténu radiokompasu a otvor ventilační soustavy. Na boční strany trupů je možno umístit dvě přídavné palivové nádrže o objemu 238 l. Pod podlahou kabiny je umístěna palivová nádrž. Uvnitř kabiny je možno přepravovat až sedm pasažérů nebo 700 kg nákladu. Cestující sedí uvnitř na dvou lavicích zády k sobě, každá lavice je určená pro tři osoby. Jedna lavice je tak osazena po směru letu, druhá proti směru letu. Sedmé sedadlo je připevněno v pravé zadní části trupu. Motorová nástavba nese dva turbohřídelové motory Izotov GTD-350, reduktor VR-2, hydraulické bloky, startér, generátor střídavého proudu a další systémy. Motorová nástavba je opatřena sklopnými krycími panely.
Ocasní nosník o nepravidelném kruhovém průřezu navazuje na nákladovou kabinu a postupně se zužuje. Prochází jím transmisní hřídel vyrovnávacího rotoru a lana ocasního stabilizátoru. Na ocasním nosníku se nachází antény radiostanic a radiovýškoměru. Ocasní stabilizátor o lichoběžníkovém půdorysu slouží k vyšší řiditelnosti vrtulníku. Ovládá jej pilot. Na konci ocasního nosníku se nachází vložený reduktor, který mění úhel transmisní hřídele. Navazuje kýlový nosník, vychýlený o 30° nahoru zakončený koncovým reduktorem, který mění osu otáčení o 90° doprava. Na kýlovém nosníku je umístěno bílé poziční světlo a protisrážkový zábleskový maják.

### Podvozek
Podvozek vrtulníků Mi-2 obsahuje přední nohu se dvěma koly a dvě zadní nohy po jednom kole. Přední kolo je nebrzděné, neřiditelné. Směr pojíždění vrtulníku se řídí pomocí pedálů směrového řízení (změnou tahu vyrovnávacího rotoru). Přední kolo má nízkotlaké pneumatiky s rozměry 300 × 125 mm. Zadní kola jsou brzděná, rozměr pneumatik činí 600 × 180 mm, a je možno osadit je hladkými pneumatikami nebo pneumatikami s dezénem. Na levé noze je navíc umístěn stupínek sloužící k nástupu pasažérů do nákladové kabiny. Kola na vrtulnících Mi-2 mohou být nahrazena krátkými lyžemi pro přistávání na sněhu, případně mohou být kola doplněna o lyže.

### Motory a rotory

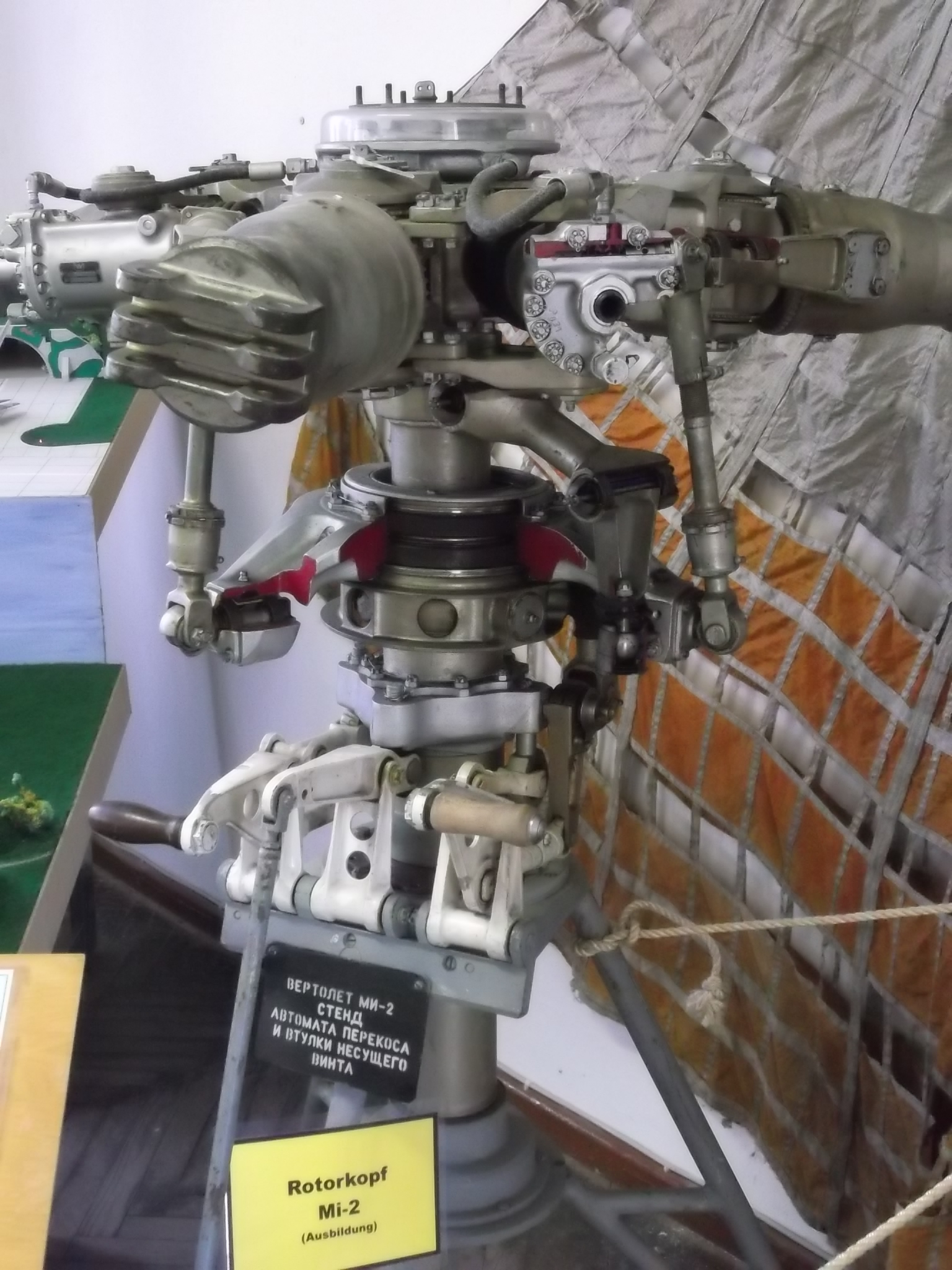
Rotorová hlava vrtulníku Mi-2

Stroje Mi-2 disponují dvěma turbohřídelovými motory Izotov GTD-350 (motory bývají často označovány jako Klimov GTD-350). Jedná se o motory se sedmistupňovým kompresorem, jednostupňovou turbínou a dvoustupňovou volnou turbínou. Motory jsou umístěny v motorové nástavbě ve střední části trupu. Rozměry jednoho motoru činí 1350 mm (délka) × 520 mm (šířka) × 630 mm (výška). Hmotnost jednoho motoru GTD-350 činí bez oleje a paliva 135 kg s tolerancí 2,7 kg. Motory jsou zvenčí kryty sklopnými panely, které slouží zároveň jako lávky pro technický personál provádějící údržbu motorů a hlavního reduktoru.
Za motory se nachází třístupňový hlavní reduktor VR-2, který slouží k přenosu točivého momentu do hlavního rotoru, vyrovnávacího rotoru a k pomocným okruhům. Vyrovnávací rotor je s reduktorem spojen pomocí vloženého a koncového reduktoru. Vložený reduktor zvedá směr otáčení transmisní hřídele o 30° nahoru, zatímco koncový reduktor mění směr otáčení o 90° doprava při pohledu zezadu. Mezi agregáty, které jsou poháněny prostřednictvím hlavního reduktoru, patří generátor střídavého proudu, hydraulické čerpadlo, vzduchový kompresor a ventilátor (zdroj chladícího vzduchu). Hlavní rotor je opatřen čelisťovou rotorovou brzdou.
Hlavní nosný pravotočivý rotor je složen z rotorové hlavy a listů rotoru. Rotorová hlava je vybavena tlumiči kývání a zásobníkem s kapalinou pro tlumiče. Listy jsou k rotorové hlavně uchyceny pomocí pohyblivých kloubů. Na kovové nosníky listů jsou upevněny jednotlivé sekce listu s voštinovou výplní. Každý list je dále vybaven vyvažovacími ploškami, aerodynamickými oblouky a protinámrazovým systémem s topnými články. Tlačný vyrovnávací rotor se otáčí proti směru hodinových ručiček. Jeho průměr je 2,7 m.

### Řídící a ovládací systémy

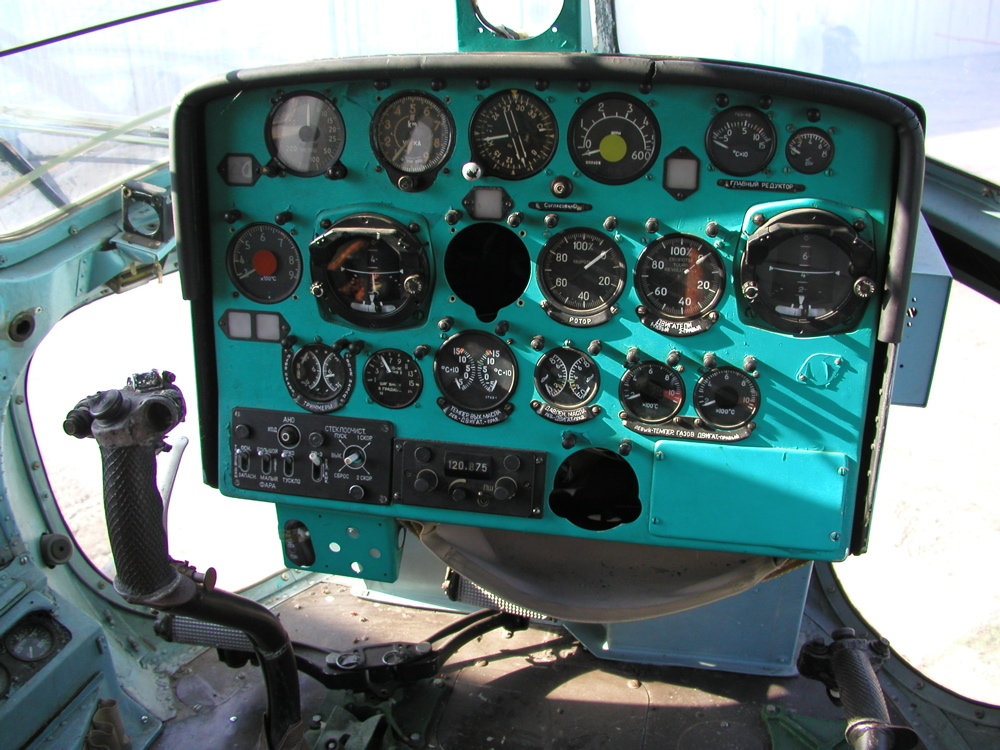
Přístrojová deska slovenského vrtulníku Mi-2

Řídící systém se u vrtulníků Mi-2 nachází na levé straně, vpravo je místo pro navigátora letu nebo dalšího pasažéra. U cvičných školních verzí je řídící systém pro žáka umístěn vlevo, instruktor má řídící prvky na pravé straně. K ovládání strojů Mi-2 v podélném a příčném směru je určena páka cyklického řízení, která je umístěná před sedadlem pilota. Páka kolektivního ovládaní slouží k ovládaní úhlu nastavení listů a tím tahu hlavního rotoru a zároveň mění režim motorů. Ocasní rotor je ovládán pomocí pedálů, které zároveň slouží k otáčení celého vrtulníku kolem svislé osy. V případě potřeby může pilot ovládat každý motor zvlášť pomocí pák odděleného ovládání motoru (POOM). Vrtulník je vybaven brzdou kol hlavního podvozku a rotorovou brzdou.
Za hlavním reduktorem je umístěn hydraulický systém určený k napájení posilovačů řízení. Systém sestává z čerpadla poháněného hlavním reduktorem a tzv. hydrobloku, který obsahuje nádrž hydraulické kapaliny, posilovače řízení, ovládací ventily apod. Systém pracuje s tlakem v rozsahu 6,3–6,5 MPa. V případě vysazení systému je možné vrtulník nouzově řídit za vynaložení zvýšené síly i bez posilovačů řízení.
Motory a reduktory jsou vybaveny vlastními olejovými soustavami. Jako zásobník oleje k motorům jsou použity prstencové nádrže ve vstupech vzduchu k motorům (teplý olej zajišťuje zároveň odmrazování vstupů). Každá nádrž disponuje olejem o objemu 12,5 l. Hlavní reduktor pracuje s 10 l oleje, vložený reduktor s 0,4 l a koncový reduktor s 0,65 l. Olejová soustava je doplněna filtry a chladiči oleje.

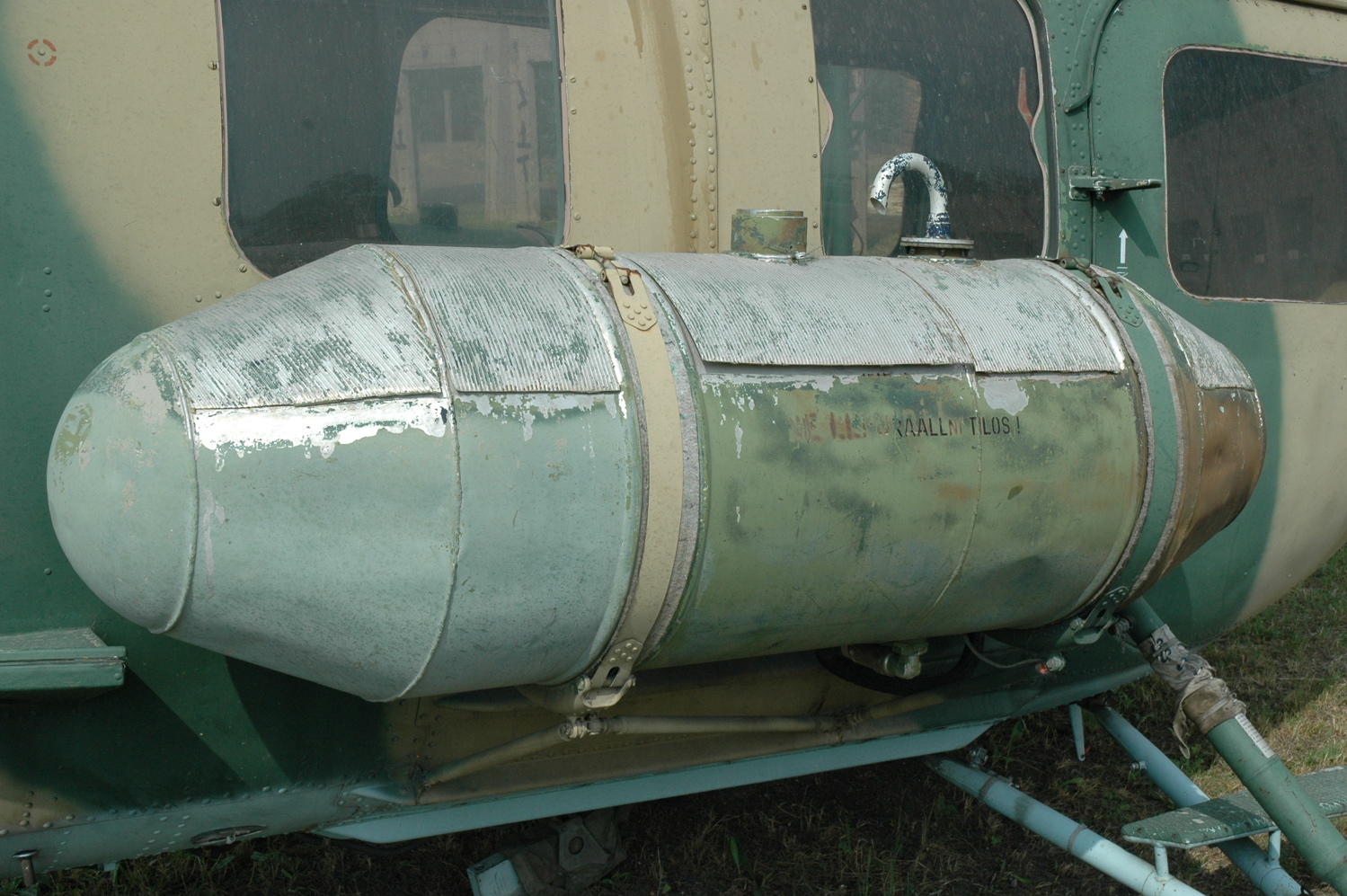
Přídavné palivové nádrže se nacházejí na bocích trupu

Vrtulníky Mi-2 nesou palivový systém složený z hlavní nádrže, rozvodů, přívodních čerpadel, palivoměrů, rozdělovacích a vypouštěcích kohoutků, trubkových rozvodů a protipožárních ventilů. Standardní stroje jsou vybaveny hlavní nádrží o objemu 600 l s tolerancí 20 l. Na boky trupu lze umístit dvě nádrže o objemu 238 l, z nichž palivo vtéká do hlavní nádrže samospádem. Palivový systém distribuuje palivo k motorům.
K brzdění kol hlavního podvozku slouží vzduchový systém. Ten je složen z tlakové láhve se stlačeným vzduchem a rozvody, které vzduch přivádějí ke kolům podvozku. V případě nouze jsou stroje vybaveny zásobou stlačeného vzduchu o objemu 2,8 l v nohách hlavního podvozku. Vzduchový systém pracuje s tlakem 4,9 MPa.
Elektrická soustava se skládá z olověných akumulátorů (u novějších strojů z nikl-kadmiových akumulátorů), usměrňovačů elektrického proudu a elektrických rozvodů. Vrtulníky je možno napájet také z externích pozemních zdrojů, a to za pomoci zdířek na levé straně přídě. Z akumulátorů se vyrábí stejnosměrné napětí 24 V pro dynamospouštěč. Během letu jsou dále produkována střídavá napětí 208 V, 115 V a 36 V o frekvenci 400 Hz.
Nedílnou součástí vrtulníků Mi-2 je protipožární systém, který sestává z čidel umístěných v prostoru obou motorů a hlavního reduktoru, třech tlakových lahví s halonovou nebo freonovou hasicí směsí a dvou ručních hasicích přístrojů. V případě vypuknutí požáru je posádka vrtulníku informována o nebezpečí kontrolkami v pilotní kabině.
Klimatizační systém se stará o přiměřenou teplotu v pilotní a nákladové kabině během letu. Při vytápění se využívá horkého vzduchu, který vzniká u motorů. Na palubní desce a v nákladové kabině se nacházejí ventilátory. Vrtulníky Mi-2RS jsou navíc opatřeny výkonným filtračním systémem.
Součástí strojů Mi-2 je protinámrazová soustava, která zabraňuje vytváření námrazy na listech rotorů, levém čelním skle a dalších řídících a ovládacích prvních a soustavách. Některé části jsou vyhřívány horkým vzduchem nebo teplým olejem, ohřev většiny systémů je ale zajištěn topnými články, které pracují s napětím 208 V.
Mezi komunikační prostředky patří radiostanice a palubní interkom. U různých sérií vrtulníků Mi-2 jsou použity rozdílné radiostanice. K navigaci posádky je určen automatický radiokompas. Modernizované české vrtulníky využívaly GPS přijímače GTN 430 a systémy VOR/ILS, DME a MKR.
Součástí výbavy vrtulníků Mi-2 je také řada pozemních ochranných prostředků, jejichž cílem je chránit vrtulník před nepříznivými povětrnostními podmínkami, deštěm, sněhem nebo před samovolným pohybem. Mezi ochranné prostředky patří plechové kryty, textilní plachty, zakládací klíny. K manipulaci slouží oj a skládací žebřík.

## Vrtulníky Mi-2 v Československu, Česku a na Slovensku
Od roku 1972 byla do tehdejší Československé socialistické republiky dodána celá řada vrtulníků Mil Mi-2. Jejich uplatnění spočívalo především v činnostech pro policejní letectvo, armádu, leteckou záchrannou službu a později se tyto stroje objevily také ve službách nově vzniklých soukromých společností.

### V policejním letectvu

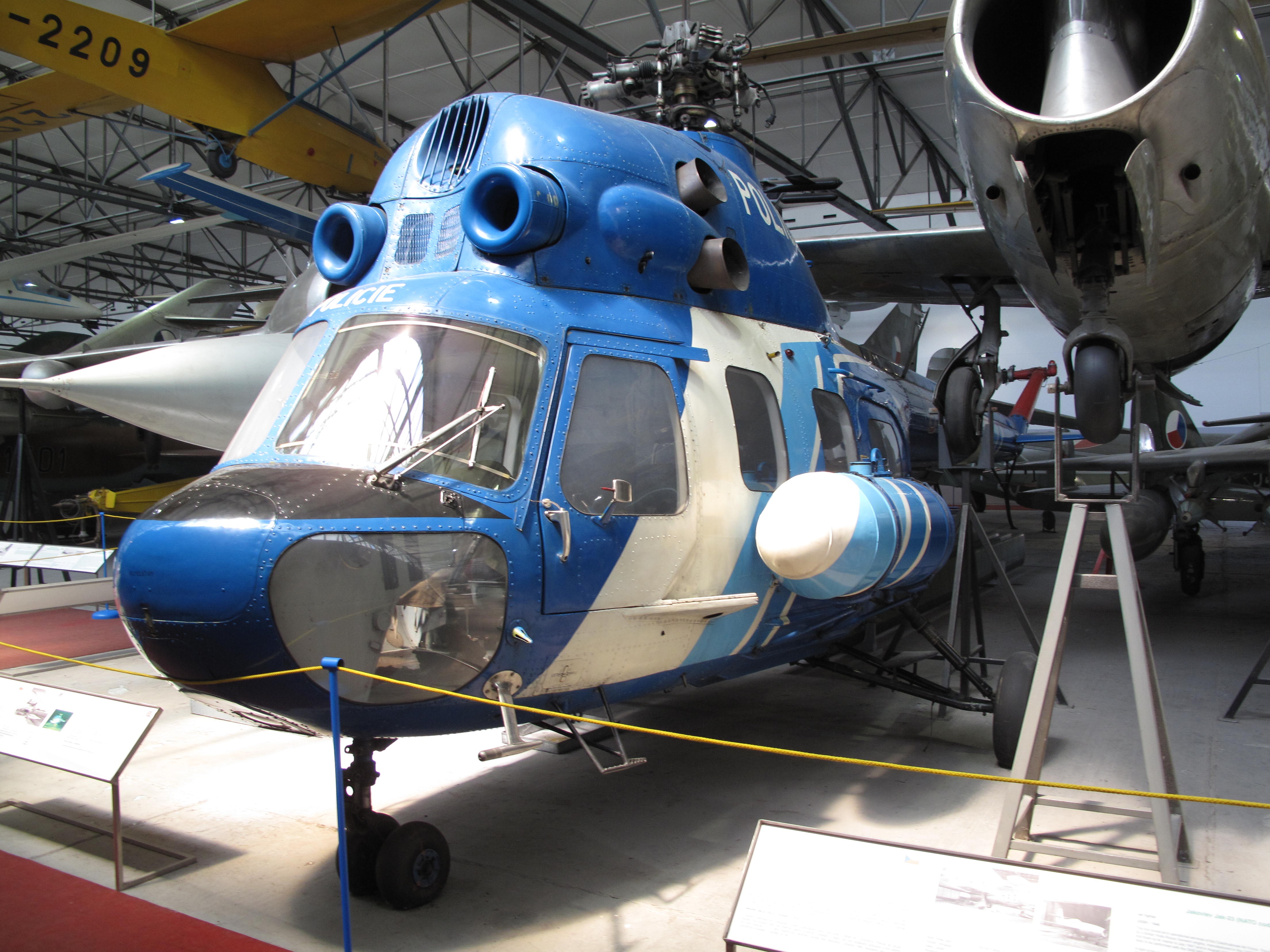
Český policejní vrtulník Mi-2 v Leteckém muzeu Kbely

Vůbec první vrtulníky Mi-2 přiletěly na území Československa 6. září 1972. Jednalo se o stroje určené pro Letecký oddíl Ministerstva vnitra, tedy pro policejní letecký útvar. Piloti leteckého oddílu odletěli v srpnu 1972 do Polska, kde došlo k jejich přeškolení no nový typ vrtulníků. Tou dobou byly u oddílu používány dosluhující vrtulníky Mil Mi-1 a Mil Mi-4. Policejní letka do roku 1990 obdržela 32 nových vrtulníků Mi-2, ale protože pro tak vysoký počet strojů nebylo uplatnění, dva stroje byly po příletu předány do služeb státního podniku Slov-Air. Další policejní vrtulníky přecházely postupně po roce 1980 do služeb jiných provozovatelů, několik strojů bylo vyřazeno kvůli havárii. Od roku 1979 přebírala nové vrtulníky formálně Letecká správa Federálního ministerstva vnitra, nový letecký policejní útvar. V roce 1990 došlo k další změně, vznikl Úřad Federálního ministerstva vnitra pro leteckou službu, který vrtulníky převzal. V roce 1991 byly vrtulníky převedeny pod Leteckou službu Federálního policejního sboru a se zánikem České a Slovenské Federativní Republiky v roce 1993 se novými provozovateli policejních vrtulníků staly útvary Letecká služba Policie ČR a Letecký útvar Ministerstva vnútra Slovenskej republiky. Česká policejní letka převzala devět kusů, slovenská letka šest kusů.
Vrtulníky Mi-2 plnily v policejních službách řadu různých úkolů, ne všechny byly však policejní. Mezi hlavní úkoly patřilo letecké pátrání po pohřešovaných osobách a věcech, hlídkové lety ve prospěch jednotek požární ochrany, přeprava osob a nákladu nebo kontrola stavu ovzduší. Vrtulníky Mi-2 pomáhaly také při povodních. V 70. a 80. letech spolupracovaly policejní stroje Mi-2 s Horskou službou, kde se podílely na záchraně životů především ve Vysokých Tatrách na Slovensku. Mezi netypické úkoly patřilo od roku 1974 například monitorování dopravy pro rozhlasový pořad Zelená vlna. Vrtulníky Mi-2 Letecké správy Federálního ministerstva vnitra se podílely také na zahájení činnosti letecké záchranné služby na území Československa v roce 1987. Poslední let vrtulníku Mi-2 v barvách Policie České republiky proběhl 27. května 1996. Stroje Mi-2 byly v provozu nahrazeny modernějšími vrtulníky Bell 412 a MBB Bo 105.

### U letecké záchranné služby

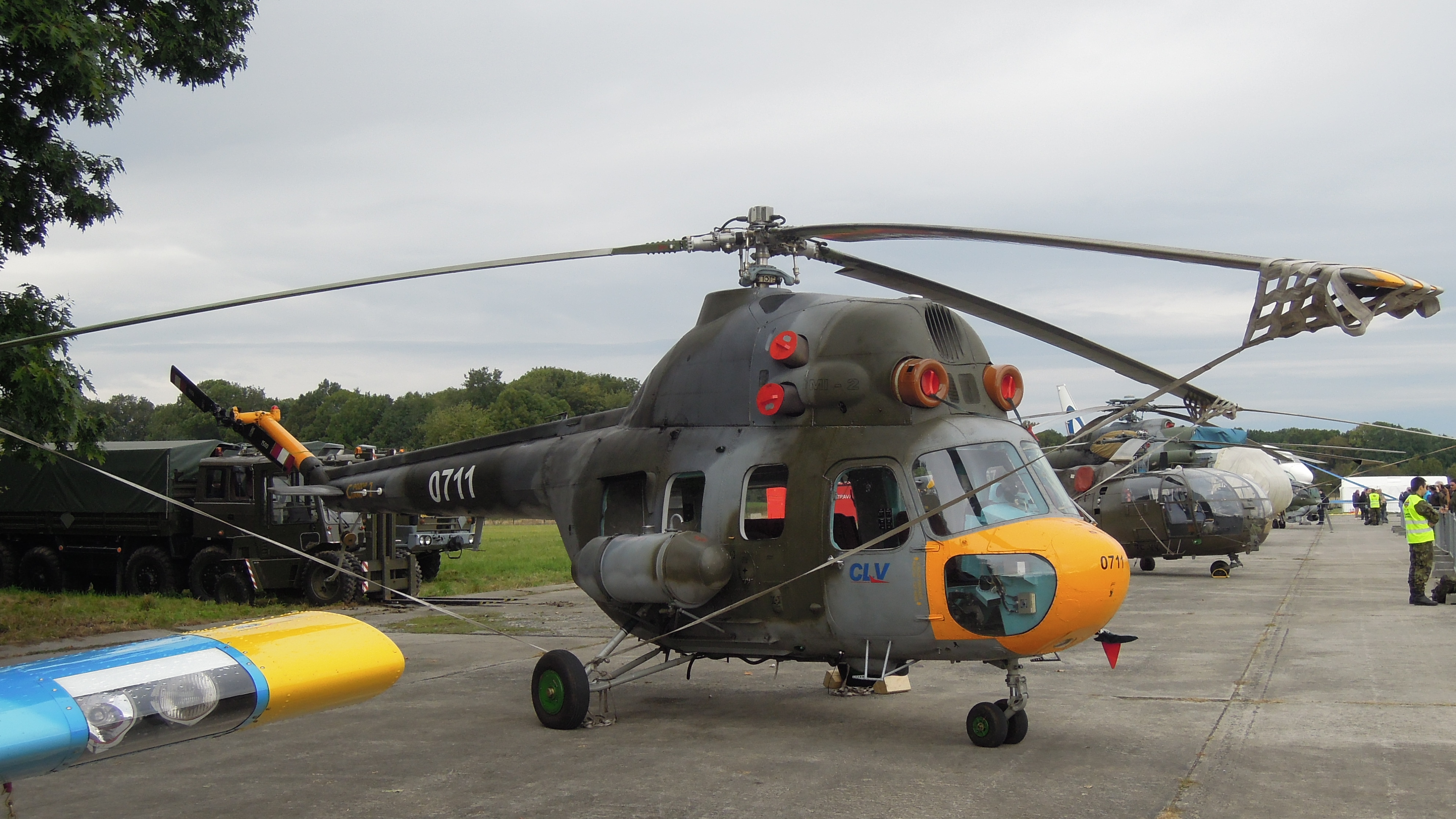
Vrtulník Mi-2 s imatrikulací 0711 sloužil v 90. letech na stanici letecké záchranné služby Kryštof 07 v Plzeňském kraji

Letecká záchranná služba zahájila činnost v Československu 1. dubna 1987. Prvním provozovatelem byla Letecká správa Federálního ministerstva vnitra, která pro tuto službu nasadila vrtulník Mi-2. První etapu zkušebního provozu, probíhající do 30. května, následovala etapa druhá, jejíž provoz zajišťoval státní podnik Slov-Air. Ten pro leteckou záchrannou službu použil také vrtulník Mi-2. Do roku 1992 vzniklo na území Československa celkem 18 provozních stanic letecké záchranné služby a na převážné většině sloužily zpočátku právě vrtulníky Mi-2, pouze na několika stanicích sloužily těžší stroje Mil Mi-8. V roce 1990 začaly v Československu vznikat první nestátní letecké společnosti, jejichž nosným programem se stal provoz letecké záchranné služby. Například společnosti Alfa-Helicopter, Helicopter a DSA v Česku nebo společnost Air - Transport Europe na Slovensku, nasazovaly pro potřeby letecké záchranné služby také vrtulníky Mi-2. V 90. letech docházelo na všech stanicích k modernizaci leteckého parku, a tak před rokem 2000 již sloužily na všech stanicích modernější vrtulníky Eurocopter AS 355, Bell 206, Bell 412, MBB Bo 105, PZL Kania a další.

### V armádě

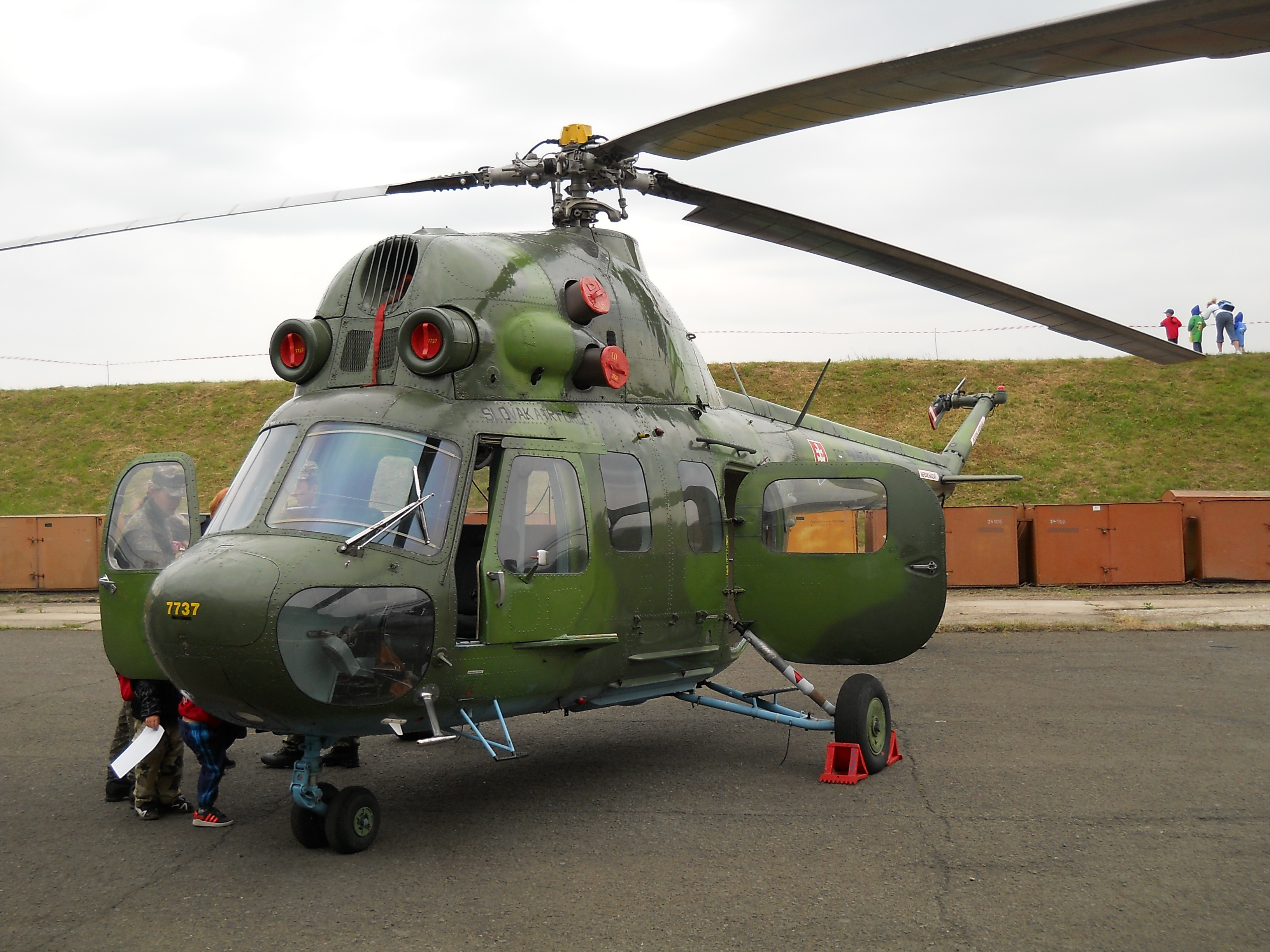
Vrtulník Mi-2 slovenských vzdušných sil

Na rozdíl od policejní letky bylo u armádního letectva rozhodnuto o zařazení vrtulníků Mi-2 do výzbroje až v roce 1980. Stroje Mi-2 tak měly ve službě nahradit již stárnoucí vrtulníky Mil Mi-1 s pístovými motory. V roce 1981 získalo československé letectvo první dva vrtulníky Mi-2. Jednalo se o vrtulníky používané Leteckou správou Federálního ministerstva vnitra. V rozmezí let 1981–1990 získala Československá lidová armáda celkem 11 strojů od Letecké správy Federálního ministerstva vnitra. Kromě těchto 11 strojů zakoupilo Ministerstvo národní obrany celkem 44 dalších, zcela nových, vrtulníků Mi-2. Prvních sedm kusů bylo dodáno 3. září 1982. Posledních 10 kusů doletělo do Československa v říjnu 1988. Ačkoliv bylo několik vrtulníků Mi-2 dodáno s výzbrojí, byla po zkouškách odstraněna a všechny vrtulníky Mi-2 tak sloužily hlavně ke spojovacím, transportním a cvičným úkolům u různých letek na území celého Československa.
Po roce 1993, kdy došlo ke vzniku samostatných států Česká republika a Slovenská republika, došlo také k rozdělení techniky. Slovensko získalo 17 kusů Mi-2, zbytek zůstal v Česku. V průběhu 90. let se využití vrtulníků Mi-2 snižovalo, řada strojů se tak stala provozu neschopných. Po roce 2000 byla většina českých Mi-2 prodána soukromým společnostem nebo do zahraničí. Velké množství vojenských vrtulníků Mi-2 bylo demontováno a prodáno do Ruska. Některé vrtulníky byly vyřazeny po haváriích a čtyři kusy byly umístěny do muzeí. V roce 2013 provozovalo Centrum leteckého výcviku, součást českého státního podniku LOM Praha, šest vrtulníků Mi-2. Vrtulníky slouží převážně k výcviku armádních pilotů. Ve slovenské armádě létaly v roce 2013 čtyři kusy Mi-2.

## Uživatelé

### Civilní uživatelé
Vrtulníky Mi-2 jsou ve světě užívány mnoha soukromými leteckými společnostmi, leteckými kluby, policejními sbory a dalšími organizacemi.

### Vojenští uživatelé
Následující seznam vojenských uživatelů zahrnuje jak současné, tak i bývalé uživatele.
| Afghánistán - Afghánské vzdušné síly Albánie - Albánské vzdušné síly Alžírsko - Alžírské letectvo Arménie - Arménské letectvo Ázerbájdžán - Ázerbájdžánské letectvo Bělorusko - Běloruské letectvo Bulharsko - Bulharské letectvo Československo - Československé letectvo Česko - Centrum leteckého výcviku Konžská demokratická republika - Letectvo Demokratické republiky Kongo Džibutsko - Džibutské letectvo Egypt - Egyptské vojenské letectvo Estonsko - Estonské letectvo Etiopie - Etiopské letectvo Ghana - Ghanské letectvo Gruzie - Gruzínské letectvo | Chorvatsko Indie - Indické námořnictvo Indonésie - Indonéské letectvo - Indonéské námořnictvo Irák - Irácké letectvo Jugoslávie - Jugoslávské letectvo Kambodža Kongo - Konžské letectvo Kuba - Kubánské revoluční vojenské letectvo Lesotho - Armáda Lesotha Libye - Libyjské vzdušné síly Litva - Litevské letectvo Lotyšsko - Lotyšské letectvo Maďarsko - Maďarské letectvo Mexiko - Mexické námořnictvo Mongolsko - Mongolské letectvo Myanmar (Barma) - Myanmarské letectvo Německá demokratická republika - Vzdušné síly Národní lidové armády - Pohraniční stráž Německé demokratické republiky | Německo - Německá armáda po sloučení s Národní lidovou armádou Německé demokratické republiky Nikaragua - Nikaragujské letectvo Peru - Peruánská armáda Polsko - Polské vzdušné síly - Polská armáda - Polská pohraniční stráž - Polské námořnictvo Rumunsko Rusko - Ruské letectvo Senegal - Senegalské letectvo Severní Korea - Letectvo Korejské lidové armády Slovensko - Vzdušné síly Slovenské republiky Sovětský svaz - Sovětské letectvo Spojené státy americké - Armáda Spojených států amerických Srbsko Súdán - Súdánské letectvo Sýrie - Syrské arabské vzdušné síly Ukrajina - Ukrajinské letectvo - Ukrajinské armádní letectvo Vietnam - Vietnamská lidová armáda |

## Specifikace (Mi-2T)

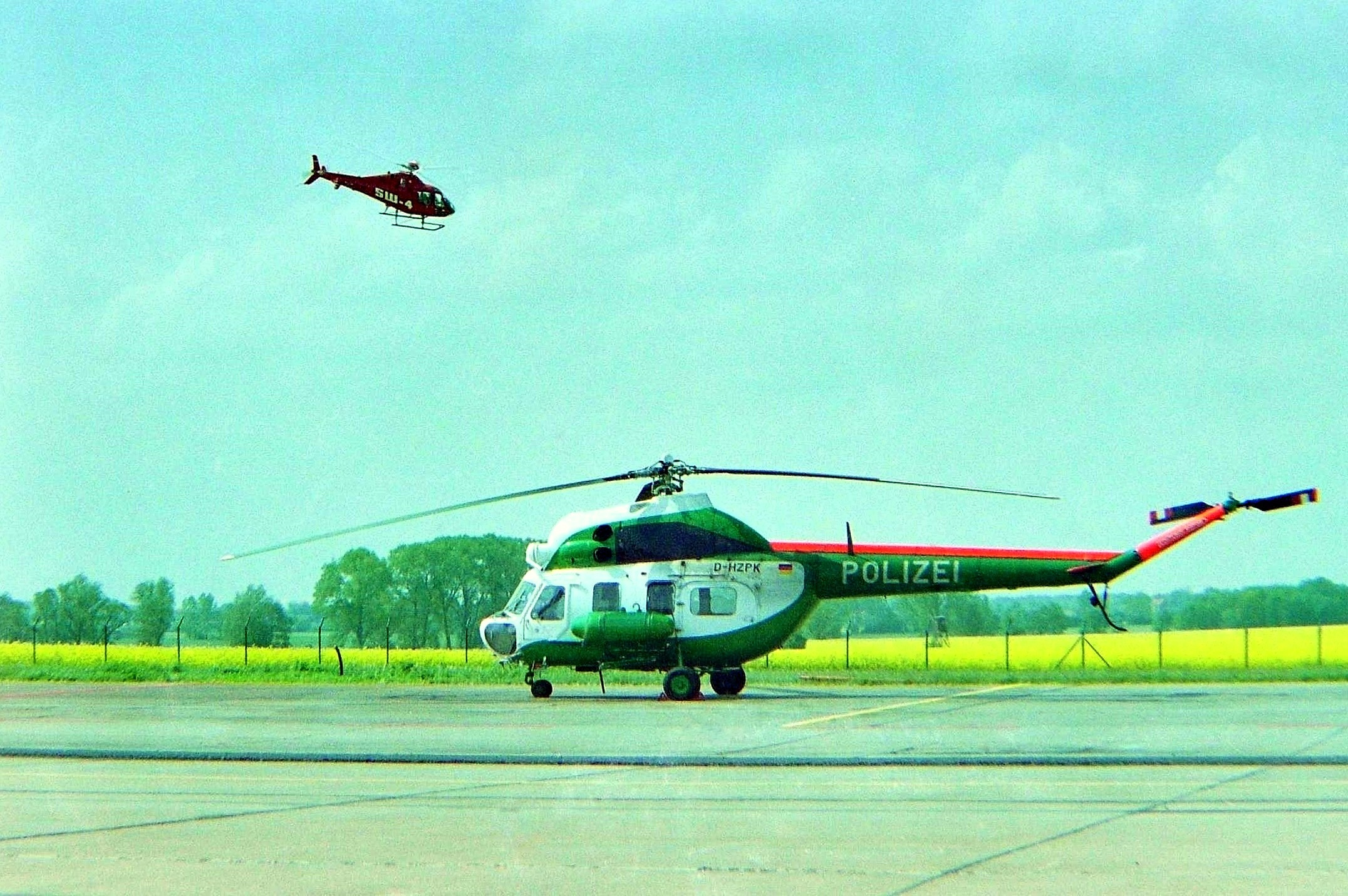
Vrtulník Mi-2 německé policie v roce 2002

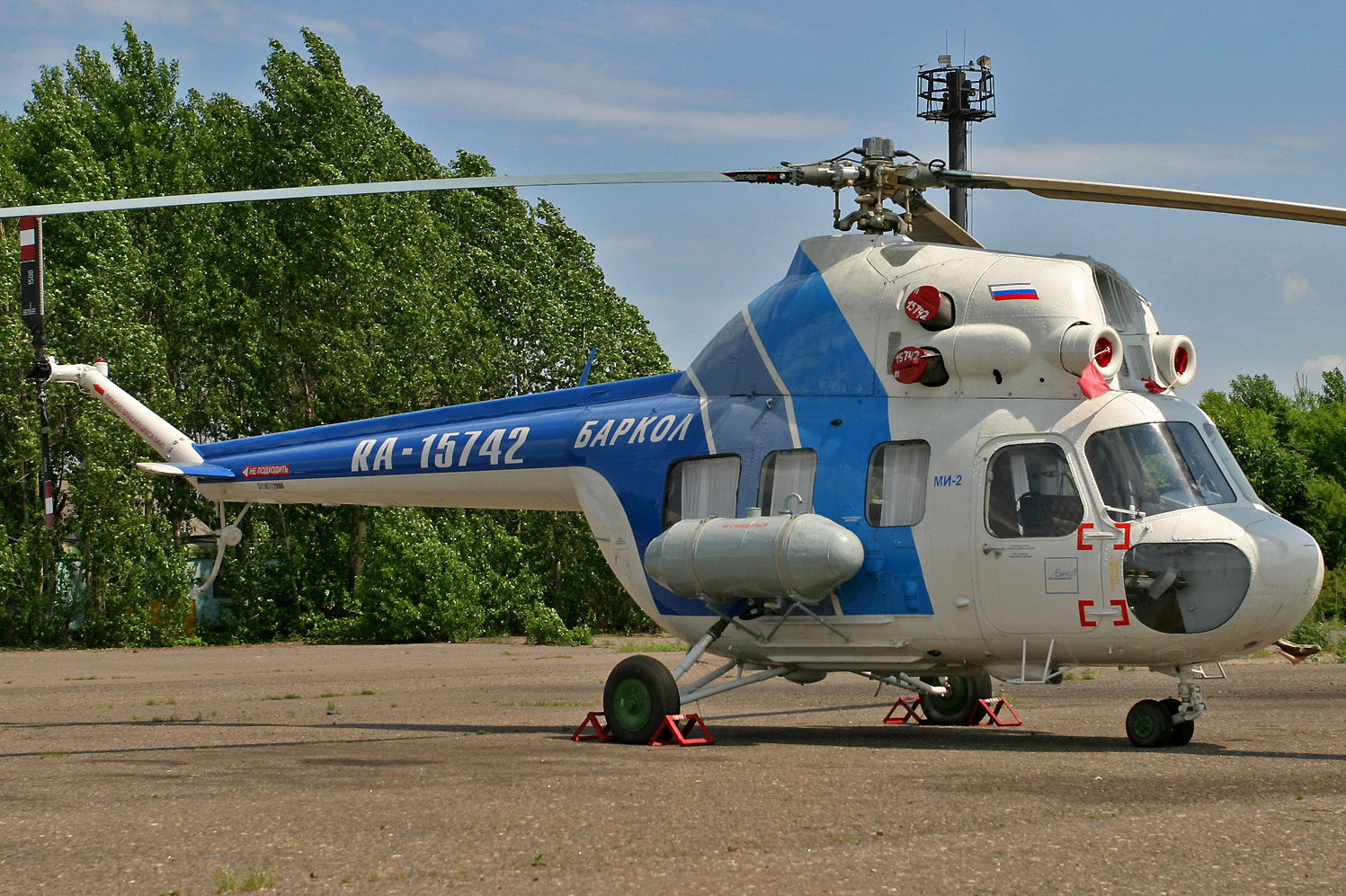
Civilní vrtulník Mi-2 v Rusku

Data podle publikace Víceúčelový vrtulník Mi-2.

### Technické údaje
- Posádka: 1 nebo 2 piloti
- Užitečná zátěž: 8 osob nebo 2 ležící a 2 sedící pacienti nebo 700 kg vnitřního nebo 800 kg nákladu v podvěsu
- Délka s otáčejícími se rotory: 17,42 m
- Délka trupu: 11,94 m
- Výška trupu: 3,75 m
- Délka nákladové kabiny: 2,27 m
- Šířka nákladové kabiny: 1,20 m
- Výška nákladové kabiny: 1,40 m
- Průměr nosného rotoru: 14,56 m
- Plocha nosného rotoru: 166,5 m²
- Průměr vyrovnávacího rotoru: 2,70 m
- Plocha vyrovnávacího rotoru: 5,7 m²
- Rozpětí stabilizátoru: 1,84 m
- Plocha stabilizátoru: 0,70 m²
- Prázdná hmotnost: 2372 kg
- Maximální vzletová hmotnost: 3550 kg
- Pohonná jednotka: 2 × turbohřídelový motor Izotov GTD-350, každý o výkonu 295 kW

### Výkony
- Maximální rychlost:[p 1] 210 km/h
- Cestovní rychlost:[p 1] 180 km/h
- Maximální rychlost s podvěsem: 100 km/h
- Stoupavost: 3 m/s
- Statický dostup s vlivem země: 1600 m
- Statický dostup bez vlivu země: 900 m
- Dynamický dostup: 4000 m
- Dolet: 580 km
- Maximální rychlost otáčení: 30°/s
- Maximální náklon v zatáčce: 30°